# Seznam vojaških plovil Vojne mornarice Združenih držav Amerike
Seznam vojaških plovil Vojne mornarice ZDA vsebuje plovila, ki so bila in so še v uporabi.

## Seznam

### A
USS A. C. Powell (1861) - USS A. Childs - USS A. G. Prentiss (1912) - USS A. Houghton (1852) - USS A. J. View - USS A-1 - USS A-1 (SS-2) - USS A-1 (1911) - USS A-2 (SS-3) - USS A-3 (SS-4) - USS A-4 (SS-5) - USS A-5 (SS-6) - USS A-6 (SS-7) - USS A-7 (SS-8) - USS AA-1 (SF-1) - USS AA-2 (SF-2) - USS AA-3 (SF-3) - USS Aaron V. Brown - USS Aaron Ward - USS Aaron Ward (DD-132) - USS Aaron Ward (DD-483) - USS Aaron Ward (DD-773) - USS Abalone (SP-208) - USS Abarenda - USS Abarenda (AG-14) - USS Abarenda (IX-131) - USS Abatan (AW-4) - USS Abbot - USS Abbot (DD-184) - USS Abbot (DD-629) - USS Abele (AN-58) - USS Abel P. Upshur (DD-193) - USS Abeona - USS Abercrombie (DE-343) - USS Abilene (PF-58) - USS Ability - USS Ability (PYc-28) - USS Ability (MSO-519) - USS Ability (AFD-7) - USS Abinago (YTM-493) - USS Abingdon (PC-1237) - USS Abnaki (ATF-96) - USS Abner Read (DD-526) - USS Abraham - USS Abraham Lincoln - USS Abraham Lincoln (SSBN-602) - USS Abraham Lincoln (CVN-72) - USS Absaroka (1917) - USS Absecon (AVP-23) - USS Absegami (SP-371) - USS Acacia (1863) - USS Acadia (AD-42) - USS Accelerate (ARS-30) - USS Accentor - USS Accentor (AMc-36) - USS Accentor (LCIL-652) - USS Accohanoc (YTM-545) - USS Accokeek (ATA-181) - USS Accomac - USS Accomac (YTL-18) - USS Accomac (APB-49) - USS Accomac (YTB-812) - USS Achelous (ARL-1) - USS Achernar (AKA-53) - USS Achigan (YTB-218) - USS Achilles (ARL-41) - USS Achomawi (ATF-148) - USS Acme - USS Acme (AMc-61) - USS Acme (MSO-508) - USS Acoma - USS Acoma (SP-1228) - USS Acoma (YTB-701) - USS Acontius (AGP-12) - USS Acree (DE-167) - USS Action (PG-86) - USS Active - USS Active (1779) - USS Active (1837) - USS Active (1888) - USS Active (YT-112) - USS Acubens (AKS-5) - USS Acushnet (AT-63) - USS Adair (APA-91) - USS Adak (YFB-28) - USS Adamant (AMc-62) - USS Adams - USS Adams (1799) - USS Adams (1874) - USS Adams (DM-27) - USS Adams (DD-739) - USS Adario (YNT-25) - USS Addie and Carrie (1884) - USS Addie Douglass (1863) - USS Addison County (LST-31) - USS Adela (1862) - USS Adelaide (1854) - USS Adelante (SP-765) - USS Adder (SS-3) - USS Adirondack - USS Adirondack (1860) - USS Adirondack (1917) - USS Adirondack (AGC-15) - USS Admiral - USS Admiral (1917) - USS Admiral (SP-967) - USS Admiralty Islands (CVE-99) - USS Adroit - USS Adroit (SP-248) - USS Adroit (AM-82) - USS Adroit (MSO-509) - USS Advance - USS Advance (1850) - USS Advance (1862) - USS Advance (1917) - USS Advance (YT-28) - USS Advance (AMc-63) - USS Advance (MSO-510) - USS Aeolus - USS Aeolus (1917) - USS Aeolus (AKA-47) - USS Aetna (SP-516) - USS Affray - USS Affray (AMc-112) - USS Affray (MSO-511) - USS Agamenticus (1863) - USS Agawam - USS Agawam (1863) - USS Agawam (AOG-6) - USS Agawam (YTB-809) - USS Agerholm (DD-826) - USS Agile - USS Agile (AMc-111) - USS Agile (MSO-421) - USS Ajax - USS Ajax (1864) - USS Ajax (1898) - USS Ajax (1917) - USS Ajax (AR-6) -   - USS Akizuki (DD-961) - USS Akron - USS Akron (ZRS-4) - USS Akron (Airship) - USS Alabama - USS Alabama (1818) - USS Alabama (1819) - USS Alabama (1849) - USS Alabama (1861) - USS Alabama (BB-8) - USS Alabama (BB-60) - USS Alabama (SSBN-731) - USS Alacrity - USS Alacrity (SP-206) - USS Alacrity (PG-87) - USS Alacrity (MSO-520) - USS Alaska - USS Alaska (1860) - USS Alaska (1910) - USS Alaska (CB-1) - USS Alaska (SSBN-732) - USS Albacore - USS Albacore (SP-571) - USS Albacore (SS-218) - USS Albacore (AGSS-569) - USS Albany - USS Albany (1846) - USS Albany (1869) - USS Albany (CL-23) - USS Albany (CA-123) - USS Albany (SSN-753) - USS Albatros - USS Albatross (1861) - USS Albatros (1882) - USS Albatros (SP-1003) - USS Albatros (AM-71) - USS Albatros (YMS-80) - USS Albatros (MSC-289) - USS Albemarle (1863) - USS Albert W. Grant (DD-649) - USS Albuquerque - USS Albuquerque (PF-7) - USS Albuquerque (SSN-706) - USS Alcor - USS Alcor (AG-34) - USS Alcor (AK-259) - USS Alden (DD-211) - USS Alert - USS Alert (1803) - USS Alert (1861) - USS Alert (1896) - USS Alert (AS-4) - USS Alert (SP-511) - USS Alexander Hamilton - USS Alexander Hamilton (1871) - USS Alexander Hamilton (WPG-34) - USS Alexander Hamilton (SSBN-617) - USS Alexandria - USS Alexandria (1862) - USS Alexandria (PF-18) - USS Alexandria (SSN-757) - USS Algol - USS Algol (AKA-54) - USS Algol (T-AKR-287) - USS Algonquin - USS Algonquin (1863) - USS Algonquin (1898) - USS Algonquin (1918) - USS Algorma - USS Algorma (AT-34) - USS Algorma (ATA-212) - USS Alfred A. Cunningham (DD-752) - USS Alice - USS Alice (1898) - USS Alice (SP-367) - USS Allegheny - USS Allegheny (1847) - USS Allegheny (1917) - USS Allegheny (ATA-179) - USS Allen - USS Allen (1814) - USS Allen (DD-66) - USS Allen Collier - USS Allen M. Sumner (DD-692) - USS Allendale (APA-179) - USS Allentown (PF-52) - USS Alliance - USS Alliance (1778) - USS Alliance (1877) - USS Alligator - USS Alligator (1809) - USS Alligator (1813) - USS Alligator (1820) - USS Alligator (1862) - USS Allioth (AK-109) - USS Alloway - USS Alloway (1918) - USS Alloway (YT-170) - USS Allthorn - USS Allthorn (YN-94) - USS Allthorn (AN-70) - USS Almaack (AK-27) - USS Almandite (PY-24) - USS Almax II (SP-268) - USS Almond (YN-58) - USS Alnaba (YTB-494) - USS Alnitah (AK-127) - USS Aloe (YN-1) - USS Aloha (SP-317) - USS Alonzo Child (1863) - USS Alpaco (1918) - USS Alpha - USS Alpha (1864) - USS Alpha (SP-586) - USS Alpine (APA-92) - USS Alsea (AT-97) - USS Alshain (AKA-55) - USS Alstede (AF-48) - USS Altair - USS Altair (AD-11) - USS Altair (AK-257) - USS Altair (AKR-291) - USS Altamaha (CVE-18) - USS Althea - USS Alturas - USS Altus - USS Aludra - USS Alvarado - USS Alvin C. Cockrell - USS Ambala - USS Amador - USS Amagansett - USS Amalia - USS Amanda - USS Amanda Moore - USS Amaranth - USS Amaranthus - USS Amazon - USS Amazonas - USS Amber - USS Amberjack - USS Amberjack (SS-219) - USS Amberjack (SS-522) - USS Ameera - USS Amelia - USS America - USS America (1782) - USS America (1905) - USS America (CV-66) - USS American - USS American Explorer - USS American Legion - USS Amesbury - USS Amethyst - USS Amherst - USS Amick -  USS Ammen - USS Ammen (DD-35) - USS Ammen (DD-527) - USS Ammonoosuc - USS Ammonusuc - USS Ampere - USS Amphitrite - USS Amphitrite (?) - USS Amphitrite (1883) - USS Amphion - USS Amsterdam (CL-101) - USS Amycus - USS Anacapa - USS Anacortes - USS Anacostia - USS Anacot - USS Anado - USS Anamosa - USS Anaqua - USS Anchor - USS Anchor - USS Anchorage (LSD-36) - USS Ancon - USS Andalusia - USS Anderson (DD-411) - USS Anderton - USS Andralite - USS Andres - USS Andrew Doria - USS Andrew J. Higgins - USS Andrew Jackson (SSBN-619) - USS Andrews - USS Andromeda - USS Androscoggin - USS Anemone - USS Angler - USS Anguilla Bay - USS Aniwa - USS Ankachak - USS Anna - USS Anna B. Smith - USS Annabelle - USS Annapolis - USS Annapolis (PG-10) - USS Annapolis (PF-15) - USS Annapolis (AGMR-1) - USS Annapolis (SSN-760) - USS Annawan - USS Anne Arundel - USS Annie - USS Annie E. Gallup - USS Anniston - USS Annoy - USS Anoka - USS Antaeus - USS Antares - USS Anticline - USS Antietam - USS Antietam (1864) - USS Antietam (CV-36) - USS Antietam (CG-54) - USS Antigo - USS Antigone - USS Antigua - USS Antilla - USS Antioch - USS Antelope - USS Anthedon - USS Anton Dohrn - USS Antona - USS Anthony - USS Anthony (DD-172) - USS Anthony (DD-515) - USS Antietam (CV-36) - USS Antrim - USS Antrim (AK-159) - USS Antrim (FFG-20) - USS Anzio - USS Anzio (CVE-57) - USS Anzio (CG-68) - USS Apache - USS Apalachicola - USS Apex - USS Aphrodite - USS Apogon - USS Apohola - USS Apollo - USS Appalachian - USS Appanoose - USS Appling - USS Aquamarine - USS Aquarius - USS Aquidneck - USS Aquila (PHM-4) - USS Ara - USS Arabia - USS Arabian - USS Arago - USS Aramis - USS Aranca - USS Araner - USS Arapaho - USS Arapahoe - USS Arawak - USS Arawan II - USS Arayat - USS Arbiter - USS Arbutus - USS Arcade - USS Arcadia - USS Arcady - USS Arcata - USS Arch - USS Archer - USS Archerfish - USS Archerfish (SS-311) - USS Archerfish (SSN-678) - USS Arco - USS Arctic - USS Arcturus - USS Ardennes - USS Ardent - USS Arenac - USS Arequipa - USS Arethusa - USS Argentina - USS Argo - USS Argonaut - USS Argonaut (SS-166) - USS Argonaut (SS-475) - USS Argonne - USS Argos - USS Argosy - USS Argus (1803) - USS Arided - USS Ariel (1777) - USS Aries (PHM-5) - USS Arikara - USS Aristaeus - USS Arivaca - USS Arizona - USS Arizona (1859) - USS Arizona (1865) - USS Arizona (BB-39) - USS Arizonan - USS Arkab - USS Arkansas - USS Arkansas (1860) - USS Arkansas (BM-7) - USS Arkansas (BB-33) - USS Arkansas (CGN-41) - USS Arkansas (DLGN-41) - USS Arleigh Burke (DDG-51) - USS Arletta - USS Arlington - USS Armada - USS Armadillo - USS Armeria - USS Armislead Rust - USS Armstrong County - USS Arneb - USS Arnillo - USS Arnold J. Isbell (DD-869) - USS Aroostook - USS Arrowhead  - USS Arrowsic - USS Arroyo - USS Artemis - USS Arthur - USS Arthur L. Bristol - USS Arthur Middleton - USS Arthur W. Radford (DD-968) - USS Artigas - USS Artisan - USS Artmar III - USS Arundel - USS Arval - USS Arvilla - USS Arvonian - USS Ascella - USS Ascension - USS Ascutney - USS Ash - USS Asheboro - USS Asher J. Hudson - USS Asheville (SSN-758)  - USS Ashland - USS Ashley - USS Ashtabula - USS Ashuelot - USS Askari - USS Asp - USS Asphalt - USS Aspinet - USS Aspirant - USS Aspire - USS Aspro - USS Asquith - USS Assail - USS Assertive - USS Assistance - USS Assurance - USS Aster - USS Asterion (AK 63) - USS Astoria - USS Astoria (1917) - USS Astoria (CA-34) - USS Astoria (CL-90) - USS Astrea (SP-560) - USS Astrolabe Bay - USS Astute - USS Atakapa - USS Atalanta - USS Atanus - USS Atascosa - USS Atchison County - USS Athanasia - USS Atheling - USS Athene - USS Atherton - USS Atik (AK-101) - USS Atka - USS Atlans - USS Atlanta - USS Atlanta (1861) - USS Atlanta (1884) - USS Atlanta (CL-51) - USS Atlanta (CL-104) - USS Atlanta (SSN-712) - USS Atlantic - USS Atlantic Salvor - USS Atlantida - USS Atlantis - USS Attacker - USS Attala - USS Attica - USS Attu (CVE-102) - USS Atule - USS Aubrey Fitch (FFG-34) - USS Auburn - USS Aucilla - USS Audrain - USS Audubon - USS Audwin - USS Augury - USS Augusta - USS Augusta (1791) - USS Augusta (1853) - USS Augusta (CA-31) - USS Augusta (SSN-710) - USS Augusta Dinsmore - USS Augustus Holly - USS Auk - USS Aulick - USS Aulick (DD-258) - USS Aulick (DD-569) - USS Ault (DD-698) - USS Aurelia - USS Auriga - USS Aurora - USS Aurore II - USS Ausable - USS Ausburn - USS Ausburne -  USS Austin - USS Austin (1839) - USS Austin (DE-15) - USS Austin (LPD-4) - USS Autauga - USS Avalon - USS Avenge - USS Avenger - USS Aventinus - USS Avery Island - USS Avis - USS Avocet - USS Avoyel - USS Awa - USS Awahou - USS Awatobi - USS Ayanabi - USS Aylmer - USS Aylwin - USS Aylwin (1813) - USS Aylwin (DD-47) - USS Aylwin (DD-355) - USS Aylwin (FF-1081) - USS Azalea - USS Azimech - USS Aztec - USS Azurlite

### B
USS B-1 - USS B-2 - USS B-3 - USS B. F. Macomber - USS B. H. B. Hubbard - USS B. N. Creary - USS Bab - USS Babbitt (DD-128) - USS Babette II - USS Bache (DD-470) - USS Badassah - USS Badger - USS Badger (1889) - USS Badger (DD-126) - USS Badger (DE-1071) - USS Badoeng Strait (CVE-116) - USS Baffins - USS Bagaduce - USS Bagheera - USS Bagley - USS Bagley (TB-24) - USS Bagley (DD-185) - USS Bagley (DD-386)
- USS Bagley (FF-1069) - USS Baham - USS Bahamas - USS Bailer - USS Bailey - USS Bailey (DD-269) - USS Bailey (DD-492) - USS Bainbridge - USS Bainbridge (1842) - USS Bainbridge (CGN-25) - USS Bainbridge (DD-1) - USS Bainbridge (DDG-96) - USS Bainbridge (DD-246) - USS Bainbridge (DLGN-25) - USS Bairoko (CVE-115) - USS Baker - USS Balanga - USS Balao - USS Balch - USS Balch (DD-50) - USS Balch (DD-363) - USS Balduck - USS Baldwin (DD-624) - USS Balfour - USS Bali - USS Ballard (DD-267) - USS Baltimore - USS Baltimore (1777) - USS Baltimore (1798) - USS Baltimore (1861) - USS Baltimore (C-3) - USS Baltimore (CA-68) - USS Baltimore (SSN-704) - USS Bamberg County - USS Banaag - USS Banago - USS Bancroft - USS Bancroft (DD-256) - USS Bancroft (DD-598) - USS Bandera - USS Bang (SS-385) - USS Bangor - USS Bangust - USS Banner - USS Banning - USS Bannock - USS Banshee - USS Baranof - USS Barataria - USS Barb (SSN-596) - USS Barbados - USS Barbara - USS Barbarossa - USS Barbel - USS Barbel (SS-316) - USS Barbel (SS-580) - USS Barbet - USS Barbey - USS Barbero (SS-317) - USS Barbican - USS Barboncito - USS Barbour County - USS Barcelo - USS Baretta - USS Barite - USS Barnegat - USS Barnes (CVE-20) - USS Barnett - USS Barker (DD-213) - USS Barney - USS Barney (DD-149) - USS Barney (DD-956) - USS Barney (DDG-6) - USS Barnstable - USS Barnstable County - USS Barnwell - USS Barr - USS Barracuda - USS Barritt - USS Barricade - USS Barrier - USS Barrow - USS Barry - USS Barry (DD-2) - USS Barry (DDG-52) - USS Barry (DD-248)  - USS Barry (DD-933) - USS Bartlett - USS Barton - USS Barton (DD-599) - USS Barton (DD-722) - USS Bashaw - USS Basilan - USS Basilone (DD-824) - USS Bass - USS Bassett - USS Bastion - USS Bastogne - USS Bat - USS Bataan - USS Bataan (CVL-29) - USS Bataan (LHD-5) - USS Bateleur - USS Bates - USS Batfish - USS Bath - USS Batjan - USS Baton Rouge (SSN-689) - USS Battler - USS Bauer - USS Bausell (DD-845) - USS Bauxite - USS Bavaria - USS Baxley - USS Baxter - USS Bay Spring - USS Baya - USS Bayfield - USS Bayntun - USS Bayocean - USS Bayonne - USS Bazeley - USS Beacon - USS Beagle - USS Beale - USS Beale (DD-40) - USS Beale (DD-471) - USS Bearss (DD-654) - USS Beatty - USS Beatty (DD-640) - USS Beatty (DD-756) - USS Beaufort (ATS 2) - USS Beaumere II - USS Beaumont - USS Beaver - USS Beaverhead - USS Bebas - USS Beckham - USS Becuna - USS Bedford Victory - USS Beeville - USS Begor - USS Bel Air - USS Belet - USS Belfast - USS Belknap - USS Belknap (CG-25) - USS Belknap (DD-251) - USS Belknap (DLG-26) - USS Bell - USS Bell (DD-95) - USS Bell (DD-587) - USS Bella - USS Bellatrix - USS Belle - USS Belle Grove - USS Belle Isle - USS Belle Italia - USS Belle of Boston - USS Belleau Wood - USS Belleau Wood (CVL-24) - USS Belleau Wood (LHA-2) - USS Belleau Wood (LHA-3) - USS Bellerophon - USS Bellingham - USS Bellona - USS Belmont - USS Beltrami - USS Beluga - USS Belusan - USS Ben Morgan - USS Benefit - USS Benevolence - USS Benewah - USS Benfold (DDG-65) - USS Benham - USS Benham (DD-49) - USS Benham (DD-397) - USS Benham (DD-796) - USS Benicia (1868) - USS Benjamin Franklin (SSBN-640) - USS Benjamin Stoddert (DDG-22) - USS Benner (DD-807) - USS Bennett (DD-473) - USS Bennington - USS Bennington (PG-4) - USS Bennington (CV-20) - USS Bennion (DD-662) - USS Benson (DD-421) - USS Bentinck - USS Bentley - USS Benton County - USS Benzie County - USS Berberry - USS Bergall - USS Bergall (SS-320) - USS Bergall (SSN-667) - USS Bergen - USS Bering Strait - USS Berkeley (DDG-15) - USS Berkeley County  - USS Berkshire - USS Berkshire County - USS Bermuda - USS Bernadou (DD-153) - USS Bernalillo County - USS Bernard - USS Berrien - USS Berry - USS Bertel W. King - USS Berwind - USS Berwyn - USS Beryl - USS Besboro - USS Besoeki - USS Bessemer Victory - USS Bessie H. Dantzler - USS Bessie J. -  USS Bessie Jones - USS Besugo - USS Beta - USS Betelgeuse - USS Bethany - USS Betty Jane I - USS Betty M. II - USS Beukelksdijk - USS Beverly W. Reid - USS Bexar - USS Bibb - USS Bickerton - USS Biddle - USS Biddle (CG-34) - USS Biddle (DD-151) - USS Biddle (DD-955) - USS Biddle (DLG-34) - USS Biddle/Laude V. Rickets (DDG-5) - USS Bie & Schiott - USS Biesbosch - USS Big Black River - USS Big Chief - USS Bigelow (DD-942) - USS Big Horn (AO-45) - USS Big Horn River - USS Big Pebble - USS Bigelow (DD-942) - USS Billfish - USS Billfish (SS-286) - USS Billfish (SSN-676) - USS Billingsley (DD-293) - USS Billow - USS Biloxi (CL-80) - USS Bingham - USS Birch - USS Birgit - USS Birmingham - USS Birmigham (CL-2) - USS Birmingham (CL-62) - USS Birmingham (SSN-695) - USS Bisbee - USS Bismarck Sea (CVE-95) - USS Biter - USS Bitterbush - USS Bittern - USS Bivalve - USS Biven - USS Black (DD-666) - USS Black Arrow - USS Black Douglas - USS Black Warrior River - USS Blackfin - USS Blackfish - USS Blackford - USS Blackstone River - USS Blackwood - USS Bladen - USS Blair - USS Blakeley (DD-150) - USS Blanche - USS Bland - USS Blandy (DD-943) - USS Blanquillo - USS Bledsoe County - USS Blenny - USS Blessman - USS Bligh - USS Block Island - USS Block Island (CVE-21) - USS Block Island (CVE-106) - USS Bloomer - USS Blount - USS Blower - USS Blue - USS Blue (DD-387) - USS Blue (DD-744) - USS Blue Bird - USS Blue Dolphin - USS Blue Jacket - USS Blue Jay - USS Blue Light - USS Blue Ridge - USS Blue Ridge (1918) - USS Blue Ridge (AGC-2) - USS Blue Ridge (LCC-19) - USS Blueback - USS Bluebird - USS Bluefish (SSN-675) - USS Bluegill - USS Bluffton - USS Boarfish - USNS Bob Hope (T-AKR-300) - USS Bobby - USS Bobolink - USS Bobylu - USS Bocachee - USS Boggs (DD-136) - USS Bogue (CVE-9) - USS Boise - USS Boise (CL-47) - USS Boise (SSN-764) - USS Bold - USS Bolinas - USS Bolivar - USS Bollinger - USS Bomazeen - USS Bombard - USS Bond - USS Bondia - USS Bonefish - USS Bonefish (SS-223) - USS Bonefish (SS-582) - USS Bonhomme Richard - USS Bonhomme Richard (1765) - USS Bonhomme Richard (CVA-31) - USS Bonhomme Richard (LHD-6) - USS Bonita - USS Bonito - USS Boone (FFG-28) - USS Boone County - USS Bootes - USS Booth - USS Bordelon (DD-881) - USS Boreas - USS Borer - USS Borie - USS Borie (DD-215) - USS Borie (DD-704) - USS Bosque - USS Boston - USS Boston (1776) - USS Boston (1799) - USS Boston (1825) - USS Boston (1884) - USS Boston (CA-69) - USS Boston (SSN-703) - USS Boston Salvor - USS Bostwick - USS Botetourt - USS Bottineau - USS Bougainville - USS Bouker No. 2 - USS Boulder - USS Boulder Victory - USS Bourbon - USS Bowdoin - USS Bowers - USS Bowfin - USS Bowie - USS Boxer - USS Boxer (1815) - USS Boxer (1832) - USS Boxer (1865) - USS Boxer (1905) - USS Boxer (CV-21) - USS Boxer (LHD-4) - USS Boy Scout - USS Boyd (DD-544) - USS Boyle (DD-600) - USS Bracken - USS Brackett - USS Bradford (DD-545) - USS Bradford - USS Bradley - USS Braine (DD-630) - USS Braithwaite - USS Brambling - USS Branch (DD-197) - USS Brandenburg - USS Brandywine - USS Brant - USS Brattleboro - USS Brave - USS Braxton - USS Bray - USS Breaker - USS Breakhorn - USS Breakwater - USS Bream - USS Breck (DD-283) - USS Breeman - USS Breckinridge (DD-148) - USS Bremerton - USS Bremerton (CA-130) - USS Bremerton (SSN-698) - USS Breese (DD-122) - USS Brennan - USS Breton (CVE-23) - USS Brevard - USS Briarclif - USS Briaireus - USS Bridgeport - USS Bridgeport (AD-10) - USS Bridgeport (CA-127) - USS Bright - USS Brill - USS Brinkley Bass (DD-887) - USS Briscoe (DD-977) - USS Brisk - USS Bristol - USS Bristol (DD-453) - USS Bristol (DD-857) - USS Bristol County - USS Brittania - USS Broadbill - USS Broadkill River - USS Broadwater - USS Brock - USS Brockenborough - USS Bronstein - USS Brontes - USS Bronx - USS Brookings - USS Brooklyn - USS Brooklyn (1858) - USS Brooklyn (CA-3) - USS Brooklyn (CL-40) - USS Brooks (DD-232) - USS Broome (DD-210) - USS Brown (DD-546) - USS Brownson - USS Brownson (DD-518) - USS Brownson (DD-868) - USS Brownsville - USS Bruce (DD-329) - USS Brule - USS Brush (DD-745) - USS Brunswick - USS Brutus - USS Bryant (DD-665) - USS Bucareli Bay - USS Buccaneer - USS Buchanan - USS Buchanan (DD-131) - USS Buchanan (DD-484) - USS Buchanan (DDG-14) - USS Buck - USS Buck (DD-420) - USS Buck (DD-761) - USS Buckeye - USS Buckingham - USS Buckthorn - USS Bucyrus Victory - USS Buena Ventura - USS Buena Vista - USS Buffalo - USS Buffalo (1813) - USS Buffalo (1892) - USS Buffalo (CL-84) - USS Buffalo (CL-99) - USS Buffalo (CL-110) - USS Buffalo (SSN-715) - USS Bulkeley (DDG-84) - USS Bull - USS Bullard (DD-660) - USS Bull Dog - USS Bull Run -  USS Bullen - USS Bullfinch - USS Bullhead - USS Bullock  - USS Bullwheel - USS Bulmer (DD-222) - USS Bulwark - USS Bumper - USS Bunch - USS Buncombe County - USS Bunker Hill - USS Bunker Hill (CV-17) - USS Bunker Hill (CG-52) - USS Bunting - USS Buoyant - USS Burden R. Hastings - USS Burges - USS Burias - USS Burke - USS Burleigh - USS Burleson - USS Burlington - USS Burns - USS Burns (DD-171) - USS Burns (DD-588) - USS Burrows (DD-29) - USS Bush - USS Bush (DD-166) - USS Bush (DD-529) - USS Bussum - USS Busy - USS Butler (DD-636) - USS Butte - USS Butternut - USS Buttress - USS Byard - USS Byron

### C
USS Cabot - USS Cabot (1775) - USS Cabot (CVL-28) - USS Caldwell - USS Caldwell (DD-69) - USS Caldwell (DD-605) - USS California - USS California (1867) - USS California (ACR-6) - USS California (SP-249) - USS California (SP-647) - USS California (BB-44) - USS California (DLGN-36) - USS Callaghan - USS Callaghan (DD-792) - USS Callaghan (DD-994) - USS Camanche (1864) - USS Canandaigua (1862) - USS Cambridge (CA-126) - USS Canberra (CA-70) - USS Canonicus (1863) - USS Cape Esperance (CVE-88) - USS Cape Gloucester (CVE-109) - USS Caperton (DD-650) - USS Cape St. George (CG-71) - USS Capps (DD-550) - USS Captor (PYc-40) - USS Card (CVE-11) - USS Carl Vinson (CVN-70) - USS Carmick (DD-493) - USS Carney (DDG-64) - USS Caron (DD-970) - USS Carondelet - USS Carondelet (1861) - USS Carondelet (IX-136) - USS Carpenter (DD-825) - USS Carr (FFG-52) - USS Casablanca (CVE-55) - USS Casco (1864) - USS Casimir Pulaski (SSBN-633) - USS Case - USS Case (DD-285) - USS Case (DD-370) - USS Cassin - USS Cassin (DD-43) - USS Cassin (DD-372) - USS Cassin Young (DD-793) - USS Castle (DD-720) - USS Catawba - USS Catawba (1864) - USS Catawba (YT-32) - USS Catawba (ATA-210) - USS Catskill (1862) - USS Cavalla - USS Cavalla (SS-244) - USS Cavalla (SSN-684) - USS Ceres (1861) - USS Chafee (DDG-90) - USS Champlin - USS Champlin (DD-104) - USS Champlin (DD-601) - USS Chancellorsville (CG-62) - USS Chandler - USS Chandler (DD-206) - USS Chandler (DD-996) - USS Charette (DD-581) - USS Charger (CVE-30) - USS Charles Ausburn (DD-294) - USS Charles Ausburne (DD-570) - USS Charles F. Adams - USS Charles F. Adams (DD-952) - USS Charles F. Adams (DDG-2) - USS Charles F. Hughes (DD-428) - USS Charles H. Roan (DD-853) - USS Charles J. Badger (DD-657) - USS Charles P. Cecil (DD-835) - USS Charles R. Ware (DD-865) - USS Charles S. Sperry (DD-697) - USS Charleston - USS Charleston (1798) - USS Charleston (C-2) - USS Charleston (C-22) - USS Charleston (PG-51) - USS Charleston (LKA-113) - USS Charlotte - USS Charlotte (1862) - USS Charlotte (CA-12) - USS Charlotte (PF-60) - USS Chase (DD-323) - USS Chattanooga - USS Chattanooga (C-16) - USS Chattanooga (CL-118) - USS Chauncey - USS Chauncey (DD-3) - USS Chauncey (DD-296) - USS Chauncey (DD-667) - USS Chenango (CVE-28) - USS Chesapeake (1799) - USS Chester - USS Chester (CL-1) - USS Chester (CA-27) - USS Chevalier - USS Chevalier (DD-451) - USS Chevalier (DD-805) - USS Chew (DD-106) - USS Cheyenne - USS Cheyenne (CL-117) - USS Cheyenne (SSN-773) - USS Chicago - USS Chicago (CA-14) - USS Chicago (CA-29) - USS Chicago (CA-136) - USS Chicago (SSN-721) - USS Chickasaw (1864) - USS Childs (DD-241) - USS Chillicothe (1862) - USS Chimo (1864) - USS Chippewa - USS Chippewa (1813) - USS Chippewa (1815) - USS Chippewa (1861) - USS Chippewa (AT-69) - USS Choctaw (1853) - USS Chosin (CG-65) - USS Chung-Hoon (DDG-93) - USS Cincinnati - USS Cincinnati (1862) - USS Cincinnati (C-7) - USS Cincinnati (CL-6) - USS Cincinnati (SSN-693) - USS City of Corpus Christi (SSN-705) - USS Clarence K. Bronson (DD-668) - USS Clark - USS Clark (DD-361) - USS Clark (FFG-11) - USS Claxton - USS Claxton (DD-140) - USS Claxton (DD-571) - USS Clemson (DD-186) - USS Cleveland - USS Cleveland (C-19) - USS Cleveland (CL-55) - USS Cleveland (LPD-7) - USS Clifton Sprague (FFG-16) - USS Cochrane (DDG-21) - USS Coghlan - USS Coghlan (DD-326) - USS Coghlan (DD-606) - USS Cogswell (DD-651) - USS Cohoes (1867) - USS Colahan (DD-658) - USS Cole - USS Cole (DD-155) - USS Cole (DDG-67) - USS Colhoun (DD-85) - USS Colhiun (DD-801) - USS Collett (DD-730) - USS Collier (1864) - USS Colorado - USS Colorado (1860) - USS Colorado (ACR-7) - USS Colorado (BB-45) - USS Columbia- USS Columbia (1836) - USS Columbia (1862) - USS Columbia (1864) - USS Columbia (C-12) - USS Columbia (AG-9) - USS Columbia (CL-56) - USS Columbia (SSN-771) - USS Columbus - USS Columbus (1774) - USS Columbus (1819) - USS Columbus (CA-74) - USS Columbus (SSN-762) - USS Commencement Bay (CVE-105) - USS Compton (DD-705) - USS Comte de Grasse (DD-974) - USS Concord - USS Concord (1828) - USS Concord (PG-3) - USS Concord (1917) - USS Concord (CL-10) - USS Concord (AFS-5) - USS Cone (DD-866) - USS Confederacy (1778) - USS Congress - USS Congress (1776) - USS Congress (1799) - USS Congress (1841) - USS Congress (1868) - USS Connecticut - USS Connecticut (1776) - USS Connecticut (1799) - USS Connecticut (1860) - USS Connecticut (BB-18) - USS Connecticut (SSN-22) - USS Conner - USS Conner (DD-72) - USS Conner (DD-582) - USS Conolly (DD-979) - USS Constellation - USS Constellation (1797) - USS Constellation (1854) - USS Constellation (CV-64) - USS Constitution - USS Contoocook (1864) - USS Converse - USS Converse (DD-291) - USS Converse (DD-509) - USS Conway (DD-507) - USS Cony (DD-508) - USS Conyngham - USS Conyngham (DD-58) - USS Conyngham (DD-371) - USS Conyngham (DDG-17) - USS Coontz - USS Coontz (DDG-40) - USS Coontz (DL-9) - USS Cooper (DD-695) - USS Copahee (CVE-12) - USS Copeland (FFG-25) - USS Coral Sea - USS Coral Sea (CVE-57) - USS Coral Sea (CVB-43) - USS Core (CVE-13) - USS Coronado - USS Coronado (PF-38) - USS Coronado (AGF-11) - USS Coronado (LPD-11) - USS Corregidor (CVE-58) - USS Corry - USS Corry (DD-334) - USS Corry (DD-463) - USS Corry (DD-817) - USS Cotten (DD-669) - USS Cowell - USS Cowell (DD-167) - USS Cowell (DD-547) - USS Cowie (DD-632) - USS Cowpens - USS Cowpens (CVL-25) - USS Cowpens (CG-63) - USS Crane (DD-109)  - USS Craven - USS Craven (DD-70) - USS Craven (DD-382) - USS Croatan (CVE-25) - USS Crommelin (FFG-37) - USS Crosby (DD-164) - USS Crowninshield (DD-134) - USS Cumberland - USS Cumberland (1842) - USS Cumberland (AO-153) - USS Cumberland Sound (AV-17) - USS Cummings - USS Cummings (DD-44) - USS Cummings (DD-365) - USS Curtis Wilbur (DDG-54) - USS Curts (FFG-38) - USS Cushing - USS Cushing (TB-1) - USS Cushing (DD-55) - USS Cushing (DD-376) - USS Cushing (DD-985) - USS Cushing (DD-797) - USS Cyane - USS Cyane (1796) - USS Cyane (1837) - USS Cyclops - USS Cyclops (1869) - USS Cyclops (1910)

### D
USS Dace - USS Dace (SS-247) - USS Dace (SSN-607) - USS Dacotah (1859) - USS Dahlgren - USS Dahlgren (DD-187) - USS Dahlgren (DDG-43) - USS Dahlgren (DL-12) - USS Dale - USS Dale (1839) - USS Dale (DD-4) - USS Dale (DD-290) - USS Dale (DD-353) - USS Dale (DLG-19) - USS Dallas - USS Dallas (DD-199) - USS Dallas (SSN-700) - USS Daly (DD-519) - USS Damato (DD-871) - USS Daniel Boone (SSBN-629) - USS Daniel Webster (SSBN-626) - USS Dashiell (DD-659) - USS David R. Ray (DD-971) - USS Davis - USS Davis (DD-65) - USS Davis (DD-395) - USS Davis (DD-937) - USS Davison (DD-618) - USS David W. Taylor (DD-551) - USS Dayton - USS Dayton (CL-78) - USS Dayton (CL-105) - USS Decatur - USS Decatur (1839) - USS Decatur (DD-5) - USS Decatur (DDG-73) - USS Decatur (DD-341) - USS Decatur (DD-936) - USS Decatur (DDG-31) - USS De Haven - USS De Haven (DD-469) - USS De Haven (DD-727) - USS Delaware - USS Delaware (1776) - USS Delaware (1798) - USS Delaware (1820) - USS Delaware (1861) - USS Delaware (1869) - USS Delaware (BB-28) - USS De Long (DD-129) - USS Delphy (DD-261) - USS Dennis J. Buckley (DD-808) - USS Dent (DD-116) - USS Denver - USS Denver (C-14) - USS Denver (CL-58) - USS Denver (LPD-9) - USS Des Moines - USS Des Moines (C-15) - USS Des Moines (CA-134) - USS Detroit - USS Detroit (1813) - USS Detroit (1869) - USS Detroit (C-10) - USS Detroit (CL-8) - USS Detroit (AOE-4) - USS De Wert (FFG-45) - USS Dewey - USS Dewey (DDG-105) - USS Dewey (DD-349) - USS Dewey (DDG-45) - USS Dewey (DL-14) - USS Deyo (DD-989) - USS Dickerson (DD-157) - USS Dictator (1863) - USS Dixie - USS Dixie (1898) - USS Dixie (AD-14) - USS Dobuque (LPD-8) - USS Donald Cook (DDG-75) - USS Dorchester - USS Dorchester (1917) - USS Dorchester (APB-46) - USS Dorna (DD-634) - USS Dorsey (DD-117) - USS Dortch (DD-670) - USS Douglas H. Fox (DD-779) - USS Downes - USS Downes (DD-45) - USS Downes (DD-375) - USS Doyen (DD-280) - USS Doyle - USS Doyle (FFG-39) - USS Doyle (DD-494) - USS Drayton - USS Drayton (DD-23) - USS Drayton (DD-366) - USS Drexler (DD-741) - USS Drum (SSN-677) - USS Dubuque (LPD-8) - USS Duluth - USS Duluth (CL-87) - USS Duluth (LPD-6) - USS Duncan - USS Duncan (DD-46) - USS Duncan (DD-485) - USS Duncan (DD-874) - USS Duncan (FFG-10) - USS Dunderberg (1865) - USS Dunlap (DD-384) - USS Du Pont - USS Du Pont (DD-152) - USS Du Pont (DD-941) - USS Dwight D. Einsenhower (CVN-69) - USS Dyer (DD-84) - USS Dyess (DD-880) - USS Dyson (DD-572)

### E
USS Earle (DD-635) - USS Eaton (DD-510) - USS Eberle (DD-430) - USS Edison (DD-439) - USS Edsall - USS Edsall (DD-219) - USS Edsall (DE-129) - USS Edson (DD-946) - USS Edwards - USS Edwards (DD-265) - USS Edwards (DD-619) - USS Effingham - USS Effingham (1777) - USS Effingham (APA-165) - USS Ellet (DD-398) - USS Elliot - USS Elliot (DD-146) - USS Elliot (DD-967) - USS Ellis - USS Ellis (1862) - USS Ellis (DD-154) - USS Ellyson (DD-454) - USS Elrod (FFG-55) - USS Emmons (DD-457) - USS Endicott (DD-495) - USS England (CG-22) - USS England (DLG-22) - USS Enterprise - USS Enterprise (1775) - USS Enterprise (1776) - USS Enterprise (1799) - USS Enterprise (1831) - USS Enterprise (1874) - USS Enterprise (CV-6) - USS Enterprise (CVN-65) - USS Epervier (1814) - USS Epperson (DD-719) - USS Erben (DD-631) - USS Erie (1813) - USS Ernest G. Small (DD-838) - USS English (DD-696) - USS Ericsson - USS Ericsson (DD-56) - USS Ericsson (DD-440) - USS Essex - USS Essex (1799) - USS Essex (1856) - USS Essex (1876) - USS Essex (LHD-2) - USS Essex (CV-9) - USS Estocin (FFG-15) - USS Ethan Allen - USS Ethan Allen (1861) - USS Ethan Allen (SSBN-608) - USS Etlah - USS Eugene A. Greene (DD-711) - USS Evans - USS Evans (DD-78) - USS Evans (DD-552) - USS Evans (DE-1023) - USS Everett F. Larson (DD-830) - USS Eversole (DD-789) - USS Experiment - USS Experiment (1799) - USS Experiment (1832)

### F
USS Fahrion (FFG-22) - USS Fairfax (DD-93) - USS Fairfield (1828) - USS Fall River (CA-131) - USS Falmouth (1827) - USS Fanning - USS Fanning (DD-37) - USS Fanning (DD-385) - USS Fanshaw Bay (CVE-70) - USS Farenholt - USS Farenholt (DD-332) - USS Farenholt (DD-491) - USS Fargo - USS Fargo (CL-85) - USS Fargo (CA-106) - USS Farquhar (DD-304) - USS Farragut - USS Farragut (DDG-99) - USS Farragut (DD-300) - USS Farragut (DD-348) - USS Farragut (DDG-37) - USS Farragut (DL-6) - USS Fechteler (DD-870) - USS Fife (DD-991) - USS Finback - USS Finback (SS-230) - USS Finback (SSN-670) - USS Fiske (DD-842) - USS Fitch (DD-462) - USS Fitzgerald (DDG-62) - USS Flasher - USS Flasher (SS-249) - USS Flasher (SSN-613) - USS Flatley (FFG-21) - USS Fletcher - USS Fletcher (DD-445) - USS Fletcher (DD-992) - USS Flint (CL-97) - USS Florida - USS Florida (1824) - USS Florida (1861) - USS Florida (1869) - USS Florida (1898) - USS Florida (BM-9) - USS Florida (BB-30) - USS Florida (SSBN-728) - USS Floyd B. Parks (DD-884) - USS Flusser - USS Flusser (DD-20) - USS Flusser (DD-289) - USS Flusser (DD-368) - USS Flying Fish - USS Flying Fish (1838) - USS Flying Fish (SS-229) - USS Flying Fish (SSN-673) - USS Foote - USS Foote (DD-169) - USS Foote (DD-511) - USS Ford - USS Ford (FFG-54) - USS Ford (DD-228) - USS Forrest (DD-461) - USS Forrestal (CVA-59) - USS Forrest Royal (DD-872) - USS Forrest Sherman - USS Forrest Sherman (DDG-98) - USS Forrest Sherman (DD-931) - USS Fort Donelson (1862) - USS Fox - USS Fox (DD-234) - USS Fox (DLG-33) - USS Fox (CG-33) - USS Francis Scott Key (SSBN-657) - USS Frank E. Evans (DD-754) - USS Frankford (DD-497) - USS Frank Knox (DD-742) - USS Frankfurt (1915) - USS Franklin - USS Franklin (1775) - USS Franklin (1795) - USS Franklin 1815) - USS Franklin 1864) - USS Franklin (CV-13) - USS Franklin D. Roosevelt (CVB-42) - USS Franks (DD-554) - USS Frazier (DD-607) - USS Frederick (CA-8) - USS Fred T. Berry (DD-858) - USS Fresno (CL-121) - USS Frolic - USS Frolic (1813) - USS Frolic (1862) - USS Fullam (DD-474) - USS Fuller (DD-297) - USS Furse (DD-882)

### G
USS Gainard (DD-706) - USS Galena (1862) - USS Gallery (FFG-26) - USS Galveston - USS Galveston (C-17) - USS Galveston (CL-93) - USS Gambier Bay (CVE-73) - USS Gamble (DD-123) - USS Ganges (1794) - USS Gansevoort (DD-608) - USS Gary - USS Gary (CL-147) - USS Gary (FFG-51) - USS Gatling (DD-671) - USS Gato - USS Gato (SS-212) - USS Gato (SSN-615) - USS Gearing (DD-710) - USS Gemini (PHM-6) - USS George E. Badger (DD-196) - USS George H.W. Bush (CVN-77) - USS George K. Mackenzie (DD-836) - USS General Sterling Price (1856) - USS George Bancroft (SSBN-643) - USS George C. Marshall (SSBN-654) - USS George Philip (FFG-12) - USS George Washington - USS George Washington (1798) - USS George Washington (SSBN-598) - USS George Washington (CVN-73) - USS George Washington Carver - USS George Washington Carver (1946) - USS George Washington Carver (SSBN-656) - USS Georgia - USS Georgia (BB-15) - USS Georgia (SSBN-729) - USS Gettysburg (CG-64) - USS Gherardi (DD-637) - USS Gilbert Islands (CVE-107) - USS Gillespie (DD-609) - USS Gillis (DD-260) - USS Gilmer (DD-233) - USS Gleaves (DD-423) - USS Glenard P. Lipscomb (SSN-685) - USS Glennon - USS Glennon (DD-620) - USS Glennon (DD-840) - USS Goff (DD-247) - USS Goldsborough - USS Goldsborough (TB-20) - USS Goldsborough (DD-188) - USS Goldsborough (DDG-20) - USS Gonzalez (DDG-66) - USS Goodrich (DD-831) - USS Graham (DD-192) - USS Grampus - USS Grampus (1820) - USS Grampus (1820) - USS Grampus (1862) - USS Grampus (1863) - USS Grampus (SS-4)  - USS Grampus (1917) -USS Grampus (SS-207) - USS Grampus (SS-523) - USS Grayback - USS Grayback (SS-208) - USS Grayback (SSG-574) - USS Grayling - USS Grayling (SS-18) - USS Grayling (SP-1259) - USS Grayling (SP-289) - USS Grayling (SS-209) - USS Grayling (SSN-646) - USS Grayson (DD-435) - USS Green Bay (LPD-20) - USS Greene (DD-266) - USS Greeneville (SSN-772) - USS Greenling - USS Greenling (SS-213) - USS Greenling (SSN-614) - USS Greer (DD-145) - USS Gregory - USS Gregory (DD-82) - USS Gregory (DD-802) - USS Gridley - USS Gridley (DD-92) - USS Gridley (DD-380) - USS Gridley (DDG-101) - USS Gridley (DLG-21) - USS Groton (SSN-694) - USS Growler - USS Growler (1812) - USS Growler (1812-2) - USS Growler (SS-215) - USS Growler (SSG-577) - USS Guadalcanal - USS Guadalcanal (CVE-60) - USS Guadalcanal (LPH-7) - USS Guam - USS Guam (PG-43) - USS Guam (CB-2) - USS Guam (LPH-9) - USS Guardfish - USS Guardfish (SS-217) - USS Guardfish (SSN-612) - USS Guest (DD-472) - USS Gunnel (SS-253) - USS Gurke (DD-783) - USS Gwin - USS Gwin (TB-16) - USS Gwin (DD-71) - USS Gwin (DD-433) - USS Gwin (DD-772) - USS Gyatt - USS Gyatt (DD-712) - USS Gyatt (DDG-1)

### H
USS Haddo - USS Haddo (SS-255) - USS Haddo (SSN-604) - USS Haddock (SSN-621) - USS Haggard (DD-555) - USS Hailey (DD-556) - USS Hale - USS Hale (DD-133) - USS Hale (DD-642) - USS Halford (DD-480) - USS Halibut - USS Halibut (SS-232) - USS Halibut (SSGN-587) - USS Hall (DD-583) - USS Halligan (DD-584) - USS Halsey - USS Halsey (DDG-97) - USS Halsey (DLG-23) - USS Halsey (CG-23) - USS Halsey Powell (DD-686) - USS Halyburton (FFG-40) - USS Hambleton (DD-455) - USS Hamilton (DD-141) - USS Hamlin - USS Hamlin (CVE-15) - USS Hamlin (AV-15) - USS Hammann (DD-412) - USS Hammerhead - USS Hammerhead (SS-354) - USS Hammerhead (SSN-663) - USS Hamner (DD-718) - USS Hampton (SSN-767) - USS Hancock (CV-19) - USS Hank (DD-702) - USS Hanson (DD-832) - USS Haraden - USS Haraden (DD-183) - USS Haraden (DD-585) - USS Hancock - USS Hancock (?) - USS Hancock (1776) - USS Hancock (1902) - USS Hancock (CV-19) - USS Harding - USS Harding (DD-91) - USS Harding (DD-625) - USS Harlan R. Dickson (DD-708) - USS Harold J. Ellison (DD-864) - USS Harrison (DD-573) - USS Harry E. Hubbard (DD-748) - USS Harry E. Yarnell (DLG-17) - USS Harry F. Bauer (DD-738) - USS Harry W. Hill (DD-986) - USS Harry S. Truman (CVN-75) - USS Hart - USS Hart (DD-110) - USS Hart (DD-594) - USS Hartford (SSN-768) - USS Hatfield (DD-231) - USS Harvard - USS Harvard (1888) - USS Harvard (SP-209) - USS Harwood (DD-861) - USS Hatteras - USS Hatteras (1861) - USS Hatteras (1917) - USS Hawaii - USS Hawaii (CB-3) - USS Hawaii (SSN-776) - USS Hawes (FFG-53) - USS Hawkbill - USS Hawkbill (SS-366) - USS Hawkbill (SSN-666) - USS Hawkins (DD-873) - USS Hayler (DD-997) - USS Haynsworth (DD-700) - USS Hazelwood - USS Hazelwood (DD-107) - USS Hazelwood (DD-531) - USS Healy (DD-672) - USS Heermann (DD-532) - USS Helena - USS Helena (CL-50) - USS Helena (CA-75) - USS Helena (CL-113) - USS Helena (SSN-725) - USS Helm (DD-388) - USS Henderson (DD-785) - USS Hendrick Hudson (1859) - USS Henley - USS Henley (DD-39) - USS Henley (DD-391) - USS Henley (DD-762) - USS Henry A. Wiley (DD-749) - USS Henry Clay (SSBN-625) - USS Henry L. Stimson (SSBN-655) - USS Henry M. Jackson (SSBN-730) - USS Henry B. Wilson - USS Henry B. Wilson (DD-957) - USS Henry B. Wilson (DDG-7) - USS Henry W. Tucker (DD-875) - USS Henshaw (DD-278) - USS Herbert (DD-160) - USS Herbert J. Thomas (DD-833) - USS Hercules (PHM-2) - USS Herndon - USS Herndon (DD-198) - USS Herdon (DD-638) - USS Hewitt (DD-966) - USS Heywood L. Edwards (DD-663) - USS Hickox (DD-673) - USS Higbee (DD-806) - USS Higgins (DDG-76) - USS Hilary P. Jones (DD-427) - USS Hobby (DD-610) - USS Hobson (DD-464) - USS Hoel - USS Hoel (DDG-13) - USS Hoel (DD-533) - USS Hogan (DD-178) - USS Hoggatt Bay (CVE-75) - USS Holder (DD-819) - USS Holland (SS-1) - USS Hollandia (CVE-97) - USS Hollister (DD-788) - USS Honolulu - USS Honolulu (1917) - USS Honolulu (CL-48) - USS Honolulu (SSN-718) - USS Hopewell - USS Hopewell (DD-181) - USS Hopewell (DD-681) - USS Hopkins - USS Hopkins (DD-6) - USS Hopkins (SP-3294) - USS Hopkins (DD-249) - USS Hopper (DDG-70) - USS Horne (DLG-30) - USS Hornet - USS Hornet (1775) - USS Hornet (1790) - USS Hornet (1805) - USS Hornet (1813) - USS Hornet (1865) - USS Hornet (1890) - USS Hornet (CV-8) - USS Hornet (CV-12) - USS Housatonic (1861) - USS Houston - USS Houston (AK-1) - USS Houston (CA-30) - USS Houston (CL-81) - USS Houston (SSN-713) - USS Hovey (DD-208) - USS Howard - USS Howard (DD-179) - USS Howard (DDG-83) - USS Howorth (DD-592) - USS Hudson (DD-475) - USS Hue City (CG-66) - USS Hughes (DD-410) - USS Hugh Purvis (DD-709) - USS Hugh W. Hadley (DD-774) - USS Hulbert (DD-342) - USS Hull - USS Hull (DD-7) - USS Hull (DD-330) - USS Hull (DD-350) - USS Hull (DD-945) - USS Humphreys (DD-236) - USS Hunt - USS Hunt (DD-194) - USS Hunt (DD-674) - USS Huntington - USS Huntington (CA-5) - USS Huntington (CL-77) - USS Huntington (CL-107) - USS Huron - USS Huron (1861) - USS Huron (1875) - USS Huron (1917) - USS Huron (CA-9) - USS Huron (PF-19) - USS Hutchins (DD-476) - USS Hyman (DD-732) - USS Hyman G. Rickover (SSN-709)

### I
USS Idaho - USS Idaho (1864) - USS Idaho (BB-24) - USS Idaho (SP-545) - USS Idaho (BB-42) - USS Illinois (BB-7) - USS Inchon (MCS-12) - USS Independence - USS Independence (1775) - USS Independence (1777) - USS Independence (1814) - USS Independence (CVL-22) - USS Independece (CV-62) - USS Indiana - USS Indiana (1898) - USS Indiana (BB-1) - USS Indiana (BB-50) - USS Indiana (BB-58) - USS Indianapolis - USS Indianapolis (CA-35)  - USS Indianapolis (SSN-697) - USS Ingersoll - USS Ingersoll (DD-652) - USS Ingersoll (DD-990) - USS Ingraham - USS Ingraham (DD-111) - USS Ingraham (DD-444) - USS Ingraham (DD-694) - USS Ingraham (FFG-61) - USS Insurgente (1799) - USS Intrepid - USS Intrepid (1798) - USS Intrepid (1874) - USS Intrepid (1904) - USS Intrepid (CV-11) - USS Iowa - USS Iowa (1864) - USS Iowa (BB-4) - USS Iowa (BB-53) - USS Iowa (BB-61) - USS Irene Forsyte (IX-93) - USS Irwin DD 794 - USS Isherwood - USS Isherwood (DD-284) - USS Isherwood (DD-520) - USS Israel (DD-98) - USS Iwo Jima - USS Iwo Jima (CV-46) - USS Iwo Jima (LPH-2) - USS Iwo Jima (LHD-7) - USS Izard (DD-589) -

### J
USS Jack - USS Jack (SS-259) - USS Jack (SSN-605) - USS Jacksonville (SSN-699) - USS Jack Williams (FFG-24) - USS Jacob Jones - USS Jacob Jones (DD-61) - USS Jacob Jones (DD-130) - USS Jacob Jones (DE-130) - USS James B. Kyes (DD-787) - USS James C. Owens (DD-776) - USS James E. Williams (DDG-95) - USS James K. Paulding (DD-238) - USS James K. Polk (SSBN-645) - USS James Madison - USS James Madison (1807) - USS James Madison (SSBN-627) - USS James Monroe (SSBN-622) - USS Jarrett (FFG-33) - USS Jarvis - USS Jarvis (DD-38) - USS Jarvis (DD-393) - USS Jarvis (DD-799) - USS Jeffers (DD-621) - USS Jefferson City (SSN-759) - USS Jefferson City (SSN-759) - USS Jenkins - USS Jenkins (DD-42) - USS Jenkins (DD-447) - USS J. Fred Talbott (DD-156) - USS Jimmy Carter (SSN-23) - USS Jouett (DD-41) - USS John A. Bole (DD-755) - USS John Adams - USS John Adams (1799) - USS John Adams (SSBN-620) - USS John A. Moore ((FFG-19) - USS John C. Calhoun (SSBN-630) - USS John C. Stennis (CVN-74) - USS John D. Edwards (DD-216) - USS John D. Henley (DD-553) - USS John F. Kennedy (CV-67) - USS John Francis Burnes (DD-299) - USS John Hancock (DD-981) - USS John Hood (DD-655) - USS John King - USS John King (DD-953) - USS John King (DDG-3) - USS John L. Hall (FFG-32) - USS John Marshall (SSBN-611) - USS John Paul Jones - USS John Paul Jones (DDG-53) - USS John Paul Jones (DD-932) - USS John Paul Jones (DDG-32) - USS John R. Craig (DD-885) - USS John Rodgers - USS John Rodgers (DD-574) - USS John Rodgers (DD-983) - USS John R. Pierce (DD-753) - USS John S. McCain - USS John S. McCain (DDG-56) - USS John S. McCain (DD-928) - USS John S. McCain (DL-3) - USS John S. McCain (DDG-36) - USS Johnston - USS Johnston (DD-557) - USS Johnston (DD-821) - USS John W. Thomason (DD-760) - USS John W. Weeks (DD-701) - USS John Young (DD-973) - USS Jonas Ingram (DD-938) - USS Joseph P. Kennedy Jr. (DD-850) - USS Joseph Strauss (DDG-16) - USS Josephus Daniels (DLG-27) - USS Jouett - USS Jouett (DD-41) - USS Jouett (DD-396) - USS Jouett (DLG-29) - USS Juneau - USS Juneau (CL-52) - USS Juneau (CL-119) - USS Juneau (LPD-10) - USS Jupiter (AC-3) - USS J. William Ditter (DD-751)

### K
USS Kadasahan Bay (CVE-76) - USS Kalinin Bay (CVE-68) - USS Kalk - USS Kalk (DD-170) - USS Kalk (DD-611) - USS Kamehameha (SSBN-642) - USS Kane (DD-235) - USS Kansas - USS Kansas (1860) - USS Kansas (BB-21) - USS Kansas City (CA-128) - USS Kasaan Bay (CVE-69) - USS Katahdin (1893) - USS Kauffman (FFG-59) - USS Kearny (DD-432) - USS Kearsarge - USS Kearsarge (1860) - USS Kearsarge (BB-5) - USS Kearsage (CV-33) - USS Kearsage (LHD-3) - USS Kendrick (DD-612) - USS Kennedy (DD-306) - USS Kenneth D. Bailey (DD-713) - USS Kennison (DD-138) - USS Kentucky - USS Kentucky (BB-6) - USS Kentucky (SSBN-737) - USS Kenneth D. Bailey (DDR-713) - USS Keokuk (1862) - USS Keppler (DD-765) - USS Keystone State (1853) - USS Key West (SSN-722) - USS Kidd - USS Kidd (DDG-100) - USS Kidd (DD-661) - USS Kidd (DD-993) - USS Kidder (DD-319) - USS Killen (DD-593) - USS Kilty (DD-137) - USS Kimberly - USS Kimberly (DD-80) - USS Kimberly (DD-521) - USS King - USS King (DD-242) - USS King (DDG-41) - USS King (DL-10) - USS Kinkaid (DD-965) - USS Kitkun Bay (CVE-71) - USS Kitty Hawk (CV-63) - USS Klakring (FFG-42) - USS Knapp (DD-653) - USS Knight (DD-633) - USS Kula Gulf (CVE-108) - USS Kwajalein (CVE-98)

### L
USS Laboon (DDG-58) - USS Lafayette (SSBN-616) - USS Laffey - USS Laffey (DD-459) - USS Laffey (DD-724) - USS La Jolla (SSN-701) - USS Lake Champlain - USS Lake Champlain (1917) - USS Lake Champlain (CG-57) - USS Lake Champlain (CV-39) - USS Lake Erie (CG-70) - USS Lamberton (DD-119) - USS Lamson - USS Lamson (DD-18) - USS Lamson (DD-328) - USS Lamson (DD-367) - USS Lang (DD-399) - USS Langley - USS Langley (CV-1) - USS Langley (CVL-27) - USS Lansdale - USS Lansdale (DD-101) - USS Lansdale (DD-426) - USS Lansdale (DD-766) - USS Lansdowne (DD-486) - USS Lapon - USS Lapon (SS-260) - USS Lapon (SSN-661) - USS Lardner - USS Lardner (DD-286) - USS Lardner (DD-487) - USS La Salle - USS La Salle (AP-102) - USS La Salle (AGF-3) - USS Lassen (DDG-82) - USS Laub - USS Laub (DD-263) - USS Laub (DD-613) - USS La Vallette - USS La Vallette (DD-315) - USS La Vallette (DD-448) - USS Lawrence - USS Lawrence (DD-8) - USS Lawrence (DD-250) - USS Lawrence (DD-954) - USS Lawrence (DDG-4) - USS Laws (DD-558) - USS Lea (DD-118) - USS Leahy (DLG-16) - USS Leary - USS Leary (DD-158) - USS Leary (DD-879) - USS Leftwich (DD-984) - USS Lehigh - USS Leonard F. Mason (DD-852) - USS Leutze (DD-481) - USS Lewis and Clark (SSBN-644) - USS Lewis B. Puller (FFG-23) - USS Lewis Hancock (DD-675) - USS Lexington - USS Lexington (1776) - USS Lexington (1825) - USS Lexington (1861) - USS Lexington (CC-1) - USS Lexington (CV-2) - USS Lexington (CV-16) - USS Leyte - USS Leyte (1887) - USS Leyte (ARG-8) - USS Leyte (CV-32) - USS Leyte Gulf (CG-55) - USS Liberty (AGTR-5) - USS Lindsey (DD-771) - USS Liscome Bay (CVE-56) - USS Litchfield (DD-336) - USS Little - USS Little (DD-79) - USS Little (DD-803) - USS Little Rock (CL-92) - USS Livermore (DD-429) - USS Lloyd Thomas (DD-764) - USS L. Mendel Rivers (SSN-686) - USS Lofberg (DD-759) - USS Long (DD-209) - USS Long Beach - USS Long Beach (AK-9) - USS Long Beach (PF-34) - USS Long Beach (CGN-9) - USS Long Island - USS Long Island (SP-572) - USS Long Island (CVE-1) - USS Longshaw (DD-559) - USS Los Angeles - USS Los Angeles (1917) - USS Los Angeles (ZR-3) - USS Los Angeles (CA-135) - USS Los Angeles (SSN-688) - USS Louisiana - USS Louisiana (1812) - USS Louisiana (1861) - USS Louisiana (BB-19) - USS Louisiana (SSBN-743) - USS Louisville - USS Louisville (1862) - USS Louisville (CA-28) - USS Louisville (SSN-724) - USS Lowry (DD-770) - USS Luce - USS Luce (DD-99) - USS Luce (DD-522) - USS Luce (DDG-38) - USS Luce (DL-7) - USS Ludlow - USS Ludlow (DD-112) - USS Ludlow (DD-438) - USS Lunga Point (CVE-94) - USS Lyman K. Swenson (DD-729) - USS Lynde Mccormick - USS Lynde Mccormick (DD-958) - USS Lynde Mccormick (DDG-8)

### M
USS Macdonough - USS Macdonough (DD-9) - USS Macdonough (DD-331) - USS Macdonough (DD-351) - USS Macdonough (DDG-39) - USS Macedonian - USS Macedonian (1812) - USS Macedonian (1832) - USS Mackenzie  - USS Mackenzie (TB-17) - USS Mackenzie (DD-175) - USS Mackenzie (DD-614) - USS Mackerel - USS Mackerel (SS-204) - USS Mackerel (SST-1) - USS Macleish (DD-220) - USS Macomb (DD-458) - USS Macon - USS Macon (ZRS-5) - USS Macon (CA-132) - USS Maddox - USS Maddox (DD-168) - USS Maddox (DD-622) - USS Maddox (DD-731) - USS Madison - USS Madison (1812) - USS Madison (1832) - USS Madison (DD-425) - USS Mahan - USS Mahan (DD-102) - USS Mahan (DD-364) - USS Mahan (DDG-42) - USS Mahan (DDG-72) - USS Mahan (DL-11) - USS Mahlon S. Tisdale (FFG-27) - USS Mahopac - USS Maine - USS Maine (ACR-1) - USS Maine (BB) - USS Maine (BB-10) - USS Maine (SSBN-741) - USS Makassar Strait (CVE-91) - USS Makin Island (CVE-93) - USS Manchester - USS Manchester (1812) - USS Manchester (CL-83) - USS Manila Bay (CVE-61) - USS Manley - USS Manley (DD-74) - USS Manley (DD-940) - USS Mannert L. Abele (DD-733) - USS Mansfield (DD-728) - USS Marblehead - USS Marblehead (C-11) - USS Marblehead (CL-12) - USS Marcus Island (CVE-77) - USS Mariano G. Vallejo (SSBN-658) - USS Marshall (DD-676) - USS Maryland - USS Maryland (1799) - USS Maryland (ACR-8) - USS Maryland (BB-46) - USS Maryland (SSBN-738) - USS Mason - USS Mason (DD-191) - USS Mason (DDG-87) - USS Massachusetts - USS Massachusetts (1791) - USS Massachusetts (1845) - USS Massachusetts (1860) USS Massachusetts (BB-2) - USS Massachussetts (BB-54) - USS Massachusetts (BB-59) - USS Massey (DD-778) - USS Marcus (DD-321) - USS Matanikau (CVE-101) - USS Mattabesett (1864) - USS Maury - USS Maury (DD-100) - USS Maury (DD-401) - USS Mayo (DD-422) - USS Mayrant - USS Mayrant (DD-31) - USS Mayrant (DD-402) - USS McCaffery (DD-860) - USS McCall - USS McCall (DD-28) - USS McCall (DD-400) - USS McCalla - USS McCalla (DD-253) - USS McCalla (DD-488) - USS McCampbell (DDG-85) - USS McCawley (DD-276) - USS McClusky (FFG-41) - USS McCook - USS McCook (DD-252) - USS McCook (DD-496) - USS McCord (DD-534) - USS McCormick (DD-223) - USS McDermut - USS McDermut (DD-262) - USS McDermut (DD-677) - USS McDonough (DL-8) - USS McDougal - USS McDougal (DD-54) - USS McDougal (DD-358) - USS McFarland (DD-237) - USS McFaul (DDG-74) - USS McGowan (DD-678) - USS McInerney (FFG-8) - USS McKean - USS McKean (DD-90) - USS McKean (DD-784) - USS McKee - USS McKee (DD-87) - USS McKee (DD-575) - USS McLanahan - USS McLanahan (DD-264) - USS McLanahan (DD-615) - USS McNair (DD-679) - USS Meade - USS Meade (DD-274) - USS Meade (DD-602) - USS Melvin - USS Melvin (DD-335) - USS Melvin (DD-680) - USS Memphis - USS Memphis (1849) - USS Memphis (1862) - USS Memphis (CL-13) - USS Memphis T-AO-162) - USS Memphis (SSN-691) - USS Mercedita (1861) - USS Meredith - USS Meredith (DD-165) - USS Meredith (DD-434) - USS Meredith (DD-726) - USS Meredith (DD-890) - USS Merrill (DD-976) - USS Mertz (DD-691) - USS Mercy - USS Mercy (AH-4) - USS Mercy (AH-8) - USS Mercy (T-AH-19) - USS Merrimac - USS Merrimac (1864) - USS Merrimac (1898) - USS Merrimack - USS Merrimack (1798) - USS Merrimack (1855) - USS Merrimack (AO-37) - USS Mertz (DD-691) - USS Mervine - USS Mervine (DD-322) - USS Mervine (DD-489) - USS Mesa Verde (LPD-19) - USS Metcalf (DD-595) - USS Meyer (DD-279) - USS Miami - USS Miami (1861) - USS Miami (CL-89) - USS Miami (SSN-755) - USS Michigan - USS Michigan (BB-27) - USS Michigan (SSBN-727) - USS Midway - USS Midway (AG-41) - USS Midway (CVE-63) - USS Midway (CVB-41) - USS Milius (DDG-69) - USS Miller (DD-535) - USS Milwaukee - USS Milwaukee (C-21) - USS Milwaukee (CL-5) - USS Mindoro (CVE-120) - USS Minneapolis - USS Minneapolis (C-13) - USS Minneapolis (CA-36) - USS Minneapolis-St. Paul (SSN-708) - USS Minnesota - USS Minnesota (1860.) - USS Minnesota (BB-22) - USS Mission Bay (CVE-59) - USS Mississippi - USS Mississippi (1840.) - USS Mississippi (BB-41) - USS Mississippi (BB-23) - USS Mississippi (DLGN-40) - USS Missoula (CA-13) - USS Missouri - USS Missouri (1850.) - USS Missouri (BB-11) - USS Missouri (BB-63) - USS Mitscher - USS Mitscher (DDG-57) - USS Mitscher (DD-927) - USS Mitscher (DDG-35) - USS Mitscher (DL-2) - USS Moale (DD-693) - USS Mobile (CL-63) - USS Mobile Bay (CG-53) - USS Moffett (DD-362) - USS Momsen (DDG-92) - USS Monaghan - USS Monaghan (DD-32) - USS Monaghan (DD-354) - USS Monitor - USS Monitor (1862) - USS Monitor (LSV-5) - USS Monssen - USS Monssen (DD-436) - USS Monssen (DD-798) - USS Montana - USS Montana (ACR-13) - USS Montana (BB-67) - USS Montana (BB-51) - USS Montauk (1862) - USS Monterey - USS Monterey (1863) - USS Monterey (BM-6) - USS Monterey (CVL-26) - USS Monterey (CG-61) - USS Montezuma - USS Montezuma (1798) - USS Montezuma (1861) - USS Montezuma (YTB-145) - USS Montgomery - USS Montgomery (C-9) - USS Montgomery (DD-121) - USS Montpelier - USS Montpelier (CL-57) - USS Montpelier (SSN-765) - USS Moody (DD-277) - USS Moosbrugger (DD-980) - USS Morris - USS Morris (1778) - USS Morris (1779) - USS Morris (1846-1) - USS Morris (1846-2) - USS Morris (TB-14) - USS Morris (PC-1179) - USS Morris (DD-271) - USS Morris (DD-417) - USS Morrison (DD-560) - USS Mount Whitney (LCC-20) - USS Mugford - USS Mugford (DD-105) - USS Mugford (DD-389) - USS Mullany - USS Mullany (DD-325) - USS Mullany (DD-528) - USS Mullinnix (DD-944) - USS Munda (CVE-104) - USS Murphy (DD-603) - USS Murray - USS Murray (SP-1438) - USS Murray (DD-97) - USS Murray (DD-576) - USS Morton (DD-948) - USS Mustin - USS Mustin (DD-413) - USS Mustin (DDG-89) - USS Myles C. Fox (DD-829)

### N
USS Nahant (1862) - USS Nantucket (1862) - USS Narwhal (SSN-671) - USS Nashville (LPD-13) - USS Nassau - USS Nassau (CVE-16) - USS Nassau (LHA-4) - USS Nashville - USS Nashville (PG-7) - USS Nashville (CL-43) - USS Nashville (LPD-13) - USS Nathan Hale (SSBN-623) - USS Nathaenel Greene (SSBN-636) - USS Natoma Bay (CVE-62) - USS Nautilus - USS Nautilus (1799) - USS Nautilus (1847) - USS Nautilus (SS-29) - USS Nautilus (SP-559) - USS Nautilus (SS-168) - USS Nautilus (SSN-571) - USS Nebraska - USS Nebraska (BB-14) - USS Nebraska (SSBN-739) - USS Nelson (DD-623) - USS Nehenta Bay (CVE-74) - USS Neosho - USS Neosho (1863) - USS Neosho (AO-23) - USS Neosho (AO-48) - USS Neosho (AO-143) - USS Nevada - USS Nevada (BM-8) - USS Nevada (BB-36) - USS Nevada (SSBN-733) - USS New (DD-818) - USS Newark - USS Newark (C-1) - USS Newark (CL-100) - USS Newark (CL-108) - USS Newcomb (DD-586) - USS New Hampshire - USS New Hampshire (1864) - USS New Hampshire (BB-25) - USS New Haven - USS New Haven (CL-76) - USS New Haven (CL-109) - USS New Ironsides (1862) - USS New Jersey - USS New Jersey (BB-16) - USS New Jersey (BB-62) - USS Newman K. Perry (DD-883) - USS New Mexico (BB-40) - USS New Orleans - USS New Orleans (CL-22) - USS New Orleans (CA-32) - USS New Orleans (LPH-11) - USS New Orleans (LPD-18) - USS Newport News - USS Newport News (CA-148) - USS Newport News (SSN-750) - USS New York - USS New York (1776) - USS New York (1800) - USS New York (1820) - USS New York (CA-2) - USS New York (LPD-21) - USS New York (BB-34) - USS New York City (SSN-696) - USS Niblack (DD-424) - USS Nicholas - USS Nicholas (DD-311) - USS Nicholas (DD-449) - USS Nicholas (FFG-47) - USS Nicholson - USS Nicholson (DD-52) - USS Nicholson (DD-442) - USS Nicholson (DD-982) - USS Nields (DD-616) - USS Nimitz (CVN-68) - USS Nitze (DDG-94) - USS Noa - USS Noa (DD-343) - USS Noa (DD-841) - USS Norfolk - USS Norfolk (1798) - USS Norfolk (CA-137) - USS Norfolk (SSN-714) - USS Norfolk (DL-1) - USS Noris (DD-859) - USS Normandy (CG-60) - USS Northampton - USS Northampton (CA-26) - USS Northampton (CLC-1) - USS Norman Scott (DD-690) - USS North Carolina - USS North Carolina (1820) - USS North Carolina (ACR-12) - USS North Carolina (BB-52) - USS North Carolina (BB-55) - USS North Carolina (SSN-777) - USS North Dakota (BB-29)

### O
USS Oakland (CL-95) - USS O'Bannon - USS O'Bannon (DD-177)  - USS O'Bannon (DD-450) - USS O'Bannon (DD-987) - USS O'Brien  - USS O'Brien (DD-51) - USS O'Brien (DD-415) - USS O'Brien (DD-725) - USS O'Brien (DD-975) - USS Observation Island - USS Observation Island (EAG-514) - USS Observation Island (AG-154) - USS Ogden (LPD-5) - USS O'Hare (DD-889) - USS Ohio - USS Ohio (1812) - USS Ohio (1820) - USS Ohio (BB-12) - USS Ohio (SSBN-726) - USS O'Kane (DDG-77) - USS Okinawa - USS Okinawa (CVE-127) - USS Okinawa (LPH-3) - USS Oklahoma (BB-37) - USS Oklahoma City - USS Oklahoma City (CL-91) - USS Oklahoma City (SSN-723) - USS Oldendorf (DD-972) - USS Oliver Hazard Perry (FFG-7) - USS Olympia - USS Olympia (C-6) - USS Olympia (SSN-717) - USS Omaha - USS Omaha (CL-4) - USS Omaha (SSN-692) - USS Ommaney Bay (CVE-79) - USS Ordronaux (DD-617) - USS Oneida - USS Oneida (1810) - USS Oneida (1861) - USS Oneida (1898) - USS Oneida (SP-765) - USS Oneida (APA-221) - USS Oregon - USS Oregon (1841) - USS Oregon (BB-3) - USS Oregon City (CA-122)  - USS Oriskany (CV-34) - USS Orleck (DD-886) - USS Osborne (DD-295) - USS Oscar Austin (DDG-79) - USS Osmond Ingram (DD-255) - USS Overton (DD-239) - USS Owen (DD-536) - USS Ozbourn (DD-846)

### P
USS Palau (CVE-122) - USS Palmer (DD-161) - USS Pampanito (SS-383) - USS Panther - USS Panther (1889) - USS Panther (AD-6) - USS Panther (SC–1470) - USS Parche - USS Parche (SS-384) - USS Parche (SSN-683) - USS Pargo - USS Pargo (SS-264) - USS Pargo (SSN-650) - USS Parker - USS Parker (DD-48) - USS Parker (DD-604) - USS Parrott (DD-218) - USS Parsons - USS Parsons (DD-949) - USS Parsons (DDG-33) - USS Pasadena - USS Pasadena (CL-65) - USS Pasadena (SSN-752) - USS Patterson (DD-36) - USS Paulding (DD-22) - USS Passaic (1862) - USS Patapsco (1862) - USS Patrick Henry (SSBN-599) - USS Paul F.Foster (DD-964) - USS Paul Hamilton - USS Paul Hamilton (DDG-60) - USS Paul Hamilton (DD-307) - USS Paul Hamilton (DD-590) - USS Paul Jones - USS Paul Jones (DD-10) - USS Paul Jones (DD-230) - USS PC-815 (1943) - USS Peary (DD-226) - USS Pegasus (PHM-1) - USS Peleliu (LHA-5) - USS Pennsylvania - USS Pennsylvania (1837) - USS Pennsylvania (ACR-4) - USS Pennsylvania (BB-38) - USS Pennsylvania (SSBN-735) - USS Pensacola - USS Pensacola (1859) - USS Pensacola (AK-7) - USS Pensacola (AG-13) - USS Pensacola (CA-24) - USS Pensacola (LSD-38) - USS Percival - USS Percival (DD-298) - USS Percival (DD-452) - USS Perkins - USS Perkins (DD-26) - USS Perkins (DD-377) - USS Perkins (DD-877) - USS Permit - USS Permit (SS-178) - USS Permit (SSN-594) - USS Perry - USS Perry (1843) - USS Perry (DD-11) - USS Perry (DD-340) - USS Perry (DD-844) - USS Peterson (DD-969) - USS Petrof Bay (CVE-80) - USS Petterson (DD-392) - USS Phelps (DD-360) - USS Philadelphia - USS Philadelphia (1776) - USS Philadelphia (1799) - USS Philadelphia (1861) - USS Philadelphia (C-4) - USS Philadelphia (CL-41) - USS Philadelphia (SSN-690) - USS Philip - USS Philip (DD-76) - USS Philip (DD-498) - USS Philippines (CB-4) - USS Philippine Sea - USS Philippine Sea (CV-47) - USS Philippine Sea (CG-58) - USS Phoenix - USS Phoenix (CL-46) - USS Phoenix (SSN-702) - USS Pickering (1798) - USS Picking (DD-685) - USS Pike - USS Pike (SS-6) - USS Pike (SS-173) - USS Pillsbury (DD-227) - USS Pinckney (DDG-91) - USS Pintado - USS Pintado (SS-387) - USS Pintado (SSN-672) - USS Pittsburgh - USS Pittsburgh (CA-4) - USS Pittsburgh (CA-72) - USS Pittsburgh (SSN-720) - USS Plunger - USS Plunger (SS-2) - USS Plunger (SS-179) - USS Plunger (SSN-595) - USS Plunkett (DD-431) - USS Pogy - USS Pogy (SS-266) - USS Pogy (SSN-647) - USS Point Cruz (CVE-119) - USS Point Defiance (LSD-31) - USS Ponce (LPD-15) - USS Pollack - USS Pollack (SS-180) - USS Pollack (SSN-603) - USS Ponce (LPD-15) - USS Pope (DD-225) - USS Porpoise - USS Porpoise (1820) - USS Porpoise (1836) - USS Porpoise (SS-7) - USS Porpoise (YFB-2047) - USS Porpoise (SS-172) - USS Porter - USS Porter (DD-59) - USS Porter (DDG-78) - USS Porter (DD-356) - USS Porter (DD-800) - USS Porterfield (DD-682) - USS Portland (CA-33) - USS Port Royal (CG-73) - USS Portsmouth - USS Portsmouth (CL-102) - USS Portsmouth (SSN-707) - USS Power (DD-839) - USS Powhatan (1850) - USS Prairie - USS Prairie (1890) - USS Prairie AD–15) - USS Preble - USS Preble (DD-12) - USS Preble (DDG-88) - USS Preble (DD-345) - USS Preble (DDG-46)  - USS Preble (DL-15) - USS President - USS President (1800) - USS President (1812) - USS Preston - USS Preston (DD-19) - USS Preston (DD-327) - USS Preston (DD-379) - USS Preston (DD-795) - USS Prichett (DD-561) - USS Princeton - USS Princeton (1843) - USS Princeton (1852) - USS Princeton (1898) - USS Princeton (CVL-23) - USS Princeton (CG-59) - USS Princeton (CV-37) - USS Prince William (CVE-31) - USS Pringle (DD-477) - USS Providence - USS Providence (1775) - USS Providence (1776) - USS Providence (CL-82) - USS Providence (SSN-719) - USS Pruitt (DD-347) - USS Pueblo (CA-7) - USS Puerto Rico (CB-5) - USS Puffer - USS Puffer (SS-268) - USS Puffer (SSN-652) - USS Puget Sound - USS Puget Sound (CVE-113) - USS Puget Sound (AD-38) - USS Pulaski (1954) - USS Pulaski County (LST-1088) - USS Purdy (DD-734) - USS Puritan - USS Puritan (1864) - USS Puritan (1882) - USS Putnam - USS Putnam (DD-287) - USS Putnam (DD-757)

### Q
USS Quail - USS Quaker City - USS Quapaw - USS Quartz - USS Quastinet - USS Queen - USS Queen Charlotte - USS Queen City - USS Queen of France - USS Queen of the West (1854) - USS Queenfish - USS Queenfish (SS-393) - USS Queenfish (SSN-651) - USS Queens - USS Quest - USS Quevilly - USS Qui Vive - USS Quick (DD-490) - USS Quicksilver - USS Quileute - USS Quillback - USS Quincy - USS Quincy (CA-39) - USS Quincy (CA-71) - USS Quinnapin - USS Quinnebaug - USS Quinsigamond - USS Quirinus - USS Quiros - USS Quonset

### R
USS Rabaul (CVE-121) - USS Radford - USS Radford (DD-120) - USS Radford (DD-446) - USS Raleigh - USS Raleigh (C-8) - USS Raleigh (CL-7) - USS Ralph Talbot (DD-390) - USS Ramage (DDG-61) - USS Ramsay (DD-124) - USS Randolph - USS Randolph (1776) - USS Randolph (CV-15) - USS Ranger - USS Ranger (1777) - USS Ranger (1814-1) - USS Ranger (1814-2) - USS Ranger (1876) - USS Ranger (1917) - USS Ranger (1918) - USS Ranger (CC-4) - USS Ranger (CV-4) - USS Ranger (CVA-61) - USS Raritan - USS Raritan (1843) - USS Raritan (?) - USS Raritan (LSM-540) - USS Rathburne (DD-113) - USS Ray - USS Ray (SS-271) - USS Ray (SSN-653) - USS Reeves - USS Reeves (CG-24) - USS Reeves (DLG-24) - USS Reid - USS Reid (DD-21) - USS Reid (DD-292) - USS Reid (DD-369) - USS Reid (FFG-30) - USS Remey (DD-688) - USS Rendova (CVE-114) - USS Reno - USS Reno (CL-96) - USS Reno (DD-303) - USS Renshaw - USS Renshaw (DD-176) - USS Renshaw (DD-499) - USS Rentz (FFG-46) - USS Reprisal - USS Reprisal (1776) - USS Reprisal (CV-35) - USS Retaliation - USS Retaliation (1778) - USS Retaliation (1798) - USS Reuben James - USS Reuben James (DD-245) - USS Reuben James (DE-153) - USS Reuben James (FFG-57) - USS Rhind (DD-404) - USS Rhode Island - USS Rhode Island (1850.) - USS Rhode Island (BB-17) - USS Rhode Island (SSBN-740) - USS Rich (DD-820) - USS Richard B. Anderson (DD-786) - USS Richard B. Russell (SSN-687) - USS Richard E. Byrd (DDG-23) - USS Richard E. Kraus (DD-849) - USS Richard P. Leary (DD-664) - USS Richard S. Edwards (DD-950) - USS Richmond - USS Richmond (1798) - USS Richmond (1860) - USS Richmond (CL-9) - USS Richmond K. Turner (DLG-20) - USS Ringgold - USS Ringgold (DD-89) - USS Ringgold (DD-500) - USS Rizal (DD-174) - USS Roanoke - USS Roanoke (1855) - USS Roanoke (CL-114) - USS Roanoke (CL-145) - USS Robert A. Owens (DD-827) - USS Robert E. Lee (SSBN-601) - USS Robert G. Bradley (FFG-49) - USS Robert H. McCard (DD-822) - USS Robert H. Smith (DD-735) - USS Robert K. Huntington (DD-781) - USS Robert L. Wilson (DD-847) - USS Robert Smith (DD-324) - USS Robinson - USS Robinson (DD-88) - USS Robinson (DD-562) - USS Robison (DDG-12) - USS Rochester - USS Rochester (CA-2) - USS Rochester (CA-124) - USS Rodgers (DD-254) - USS Rodman (DD-456) - USS Rodney M. Davis (FFG-60)  - USS Roe - USS Roe (DD-24) - USS Roe (DD-418) - USS Rogers (DD-876) - USS Roi (CVE-103) - USS Ronald Reagan (CVN-76) - USS Rooks (DD-804) - USS Roosevelt (DDG-80) - USS Roper (DD-147) - USS Rudyerd Bay (CVE-81) - USS Rupertus (DD-851) - USS Ross - USS Ross (DDG-71) - USS Ross (DD-563) - USS Rowan - USS Rowan (DD-64) - USS Rowan (DD-405) - USS Rowan (DD-782) - USS Rowe (DD-564) - USS Russel - USS Russell (DD-414) - USS Russell (DDG-59) - USS R-14 (SS-91) - USS R-19 (SS-96)

### S
USS Sabine (1855) - USS Sacagawea (YT-326) - USS Sacramento - USS Sacramento (1862) - USS Sacramento (PG-19) - USS Sacramento (AOE-1) - USS Saginaw Bay (CVE-82) - USS Saidor (CVE-117) - USS Saipan - USS Saipan (CVL-48) - USS Saipan (LHA-2) - USS Salamaua (CVE-96) - USS Salem - USS Salem (CL-3) - USS Salem (CA-139) - USS Salerno Bay (CVE-110) - USS Salt Lake City - USS Salt Lake City (CA-25) - USS Salt Lake City (SSN-716) - USS Sam Houston (SSBN-609) - USS Samoa (CB-6) - USS Sampson - USS Sampson (DD-63) - USS Sampson (DD-394) - USS Sampson (DDG-102) - USS Sampson (DDG-10) - USS Sam Rayburn (SSBN-635) - USS Samuel B. Roberts - USS Samuel B. Roberts (DE-413) - USS Samuel B. Roberts (FFG-58) - USS Samuel B. Roberts (DD-823) - USS Samuel Eliot Morison (FFG-13) - USS Samuel N. Moore (DD-747) - USS San Antonio (LPD-17) - USS Sand Lance (SSN-660) - USS Sands (DD-243) - USS San Francisco - USS San Francisco (C-5) - USS San Francisco (CA-38) - USS San Francisco (SSN-711) - USS Sangamon (1862) - USS San Jacinto - USS San Jacinto (1850) - USS San Jacinto (CVL-30) - USS San Jacinto (CG-56) - USS San Juan (CL-54) - USS Santa Fe (CL-60) - USS Sangamon (CVE-26) - USS San Diego - USS San Diego (CA-6) - USS San Diego (CL-53) - USS San Juan (SSN-751) - USS Santa Fe (SSN-763) - USS Santee (CVE-29) - USS Saratoga - USS Saratoga (1780) - USS Saratoga (1814) - USS Saratoga (1842) - USS Saratoga (CC-3) - USS Saratoga (CV-3) - USS Saratoga (CVA-60) - USS Sargent Bay (CVE-83) - USS Sargo (SSN-583) - USS Sarsfield (DD-837) - USS Sassacus - USS Sassacus (1862) - USS Sassacus (YT-163) - USS Satterlee - USS Satterlee (DD-190) - USS Satterlee (DD-626) - USS Saufley (DD-465) - USS Savannah - USS Savannah (1798) - USS Savannah (1842) - USS Savannah (AS-8) - USS Savannah (CL-42) - USS Savannah (AOR-4) - USS Savo Island (CVE-78) - USS Scamp - USS Scamp (SS-277) - USS Scamp (SSN-588) - USS Schenck (DD-159) - USS Schley (DD-103) - USS Scorpion - USS Scorpion (1812) - USS Scorpion (1813) - USS Scorpion (1847) - USS Scorpion (PY-3) - USS Scorpion (SS-278) - USS Scorpion (SSN-589) - USS Scott (DD-995) - USS Scranton - USS Scranton (CA-138) - USS Scranton (SSN-756) - USS Schroeder (DD-501) - USS Scranton (SSN-756) - USS Sculpin - USS Sculpin (SS-191) - USS Sculpin (SSN-590) - USS Seadragon (SSN-584) - USS Seaman (DD-791) - USS Sea Shadow (IX-529) - USS Seattle (CA-11) - USS Seawolf - USS Seawolf (SS-28) - USS Seawolf (SS-197) - USS Seawolf (SSN-575) - USS Seawolf (SSN-21) - USS Selfridge - USS Selfridge (DD-320) - USS Selfridge (DD-357) - USS Sellers (DDG-11) - USS Selma (1856) - USS Semmes - USS Semmes (DD-189) - USS Semmes (DDG-18) - USS Seymour D. Owens (DD-767) - USS Shah Jehan (DD-962) - USS Shangri-La (CV-38) - USS Shannon (DD-737) - USS Sharkey (DD-281) - USS Shaw - USS Shaw (DD-68) - USS Shaw (DD-373) - USS Shelton (DD-790) - USS Shamrock Bay (CVE-84) - USS Shangri-la (CV-38) - USS Shark - USS Shark (1821) - USS Shark (1861) - USS Shark (SS-8) - USS Shark (SP-534) - USS Shark (SS-174) - USS Shark (SS-314) - USS Shark (SSN-591) - USS Shaw - USS Shaw (DD-68) - USS Shaw (DD-373) - USS Shenandoah - USS Shenandoah (1862) - USS Shenandoah (ZR-1) - USS Shenandoah (AD-26) - USS Shenandoah (AD-44) - USS Shields (DD-596) - USS Shiloh (CG-67) - USS Shipley Bay (CVE-85) - USS Shirk (DD-318) - USS Shea (DD-750) - USS Shoup (DDG-86) - USS Shreveport (LPD-12) - USS Shubrick - USS Shubrick (DD-268) - USS Shubrick (DD-639) - USS Siboney (CVE-112) - USS Sicard (DD-346) - USS Sicily (CVE-118) - USS Sides (FFG-14) - USS Sigourney - USS Sigourney (DD-81) - USS Sigourney (DD-643) - USS Sigsbee (DD-502) - USS Simon Bolivar (SSBN-641) - USS Simpson - USS Simpson (DD-221) - USS Simpson (FFG-56) - USS Sims (DD-409) - USS Sinclair (DD-275) - USS Sitkoh Bay (CVE-86) - USS Skate - USS Skate (SS-305) - USS Skate (SSN-578) - USS Skipjack (SSN-585) - USS Sloat (DD-316) - USS Smalley (DD-565) - USS Smith - USS Smith (DD-17) - USS Smith (DD-378) - USS Smith Thompson (DD-212) - USS Snook (SSN-592) - USS Soley (DD-707) - USS Solomons (CVE-67) - USS Somers - USS Somers (1813) - USS Somers (1842) - USS Somers (1898) - USS Somers (DD-301) - USS Somers (DD-381) - USS Somers (DD-947) - USS Somers (DDG-34) - USS Southard (DD-207) - USS South Carolina - USS South Carolina (1770.) - USS South Carolina (1790.) - USS South Carolina (?) - USS South Carolina (1860.) - USS South Carolina (BB-26) - USS South Carolina (DLGN-37) - USS South Dakota - USS South Dakota (ACR-9) - USS South Dakota (BB-49) - USS South Dakota (BB-57) - USS Southerland (DD-743) - USS Southfield (1861) - USS Spence (DD-512) - USS S. P. Lee (DD-310) - USS Spokane (CL-120) - USS Springfield - USS Springfield (CL-66) - USS Springfield (SSN-761) - USS Sproston - USS Sproston (DD-173) - USS Sproston (DD-577) - USS Spruance (DD-963) - USS Sumner (DD-333) - USS St. Lawrence (1826) - USS St. Lo (CVE-63) - USS St. Louis - USS St. Louis (1894) - USS St. Louis (C-20) - USS St. Louis (CL-49) - USS St. Paul - USS St. Paul (1895) - USS St. Paul (CA-73) - USS Stack (DD-406) - USS Stanly (DD-478) - USS Stansbury (DD-180) - USS Stark (FFG-31) - USS Starr (AKA-67) - USS Steamer Bay (CVE-87) - USS Steinaker (DD-863) - USS Stembel (DD-644) - USS Stephen Potter (DD-538) - USS Stephen W. Groves (FFG-29) - USS Sterett - USS Sterett (DD-27) - USS Sterett (DD-407) - USS Sterett (DDG-104) - USS Sterett (DLG-31) - USS Stethem (DDG-63) - USS Stevens - USS Stevens (DD-86) - USS Stevens (DD-479) - USS Stevenson - USS Stevenson (DD-503) - USS Stevenson (DD-645) - USS Stewart -  USS Stewart (DD-13) - USS Stewart (DD-224) - USS Stickell (DD-888) - USS Stockham (DD-683) - USS Stockton - USS Stockton (DD-73) - USS Stockton (DD-504) - USS Stockton (DD-646) - USS Stoddard (DD-566) - USS Stoddert (DD-302) - USS Stomers (DD-780) - USS Stonewall Jackson (SSBN-634) - USS Stout (DDG-55) - USS Stribling - USS Stribling (DD-96) - USS Stribling (DD-867) - USS Stringham (DD-83) - USS Stromboli (1846) - USS Strong - USS Strong (DD-467) - USS Strong (DD-758) - USS Stump (DD-978) - USS Sturtevant (DD-240) - USS Suwanee (CVE-27) - USS Swanson (DD-443) - USS Swasey (DD-273) - USS Swordfish - USS Swordfish (SS-193) - USS Swordfish (SSN-579) - USS S-1 (SS-105)

### T
USS T-1 - USS T-1 (SS-52) - USS T-1 (SF-1) - USS T-1 (SST-1) - USS T-2 - USS T-2 (SS-60) - USS T-2 (SF-2) - USS T-2 (SST-2) - USS T-3 - USS T-3 (SS-61) - USS T-3 (SF-3) - USS Tacoma (C-18) - USS Takanis Bay (CVE-89) - USS Talbot (DD-114) - USS Tallahassee - USS Tallahassee (BM-10) - USS Tallahassee (CL-61) - USS Tallahassee (CL-116) - USS Talledega (LPA-208) - USS Tang - USS Tang (SS-306) - USS Tang (SS-563) - USS Tanttnall (DDG-19) - USS Tarawa - USS Tarawa (CV-40) - USS Tarawa (LHA-1) - USS Tarbell (DD-142) - USS Taurus (PHM-3) - USS Taussig (DD-746) - USS Tautog - USS Tautog (SS-199) - USS Tautog (SS-639) - USS Tattnal (DD-125) - USS Taylor - USS Taylor (DD-94) - USS Taylor (DD-468) - USS Taylor (FFG-50) - USS Teaser - USS Teaser (1861) - USS Teaser (1916) - USS Tecumseh (SSBN-628) - USS Tennessee - USS Tennessee (fregata) - USS Tennessee (ACR-10) - USS Tennessee (BB-43) - USS Tennessee (SSBN-734) - USS Terry (DD-25) - USS Texas - USS Texas (1895) - USS Texas (BB) - USS Texas (BB-35) - USS Texas (DLGN-39) - USS Texas (SSN-775) - USS Tennessee - USS Tennessee (BB-43) - USS Tennessee (SSBN-734) - USS Terry (DD-513) - USS Teruzuki (DD-960) - USS Thach (FFG-43) - USS Thatcher - USS Thatcher (DD-162) - USS Thatcher (DD-514) - USS Theodore E. Chandler (DD-717) - USS Theodore Roosevelt - USS Theodore Roosevelt (SSBN-600) - USS Theodore Roosevelt (CVN-71) - USS The Sullivans - USS The Sullivans (DDG-68) - USS The Sullivans (DD-537) - USS Thetis Bay (CVE-90) - USS Thomas (DD-182) - USS Thomas A. Edison (SSBN-610) - USS Thomas E. Fraser (DD-736) - USS Thomas Jefferson (SSBN-618) - USS Thomas S. Gates (CG-51) - USS Thomaston (LSD-28) - USS Thompson - USS Thompson (DD-305) - USS Thompson (DD-627) - USS Thorn - USS Thorn (DD-505) - USS Thorn (DD-647) - USS Thorn (DD-988) - USS Thornton (DD-270) - USS Thresher - USS Thresher (SS-200) - USS Thresher (SSN-593) - USS Ticonderoga - USS Ticonderoga (1814) - USS Ticonderoga (1863) - USS Ticonderoga (1918) - USS Ticonderoga (CV-14) - USS Tillman - USS Tillman (DD-135) - USS Tillman (DD-641) - USS Timmerman (DD-828) - USS Tingey (DD-272) - USS Tinian (CVE-123) - USS Tinosa (SSN-606) - USS Toledo - USS Toledo (CA-133) - USS Toledo (SSN-769) - USS Tolman (DD-740) - USS Topeka - USS Topeka (PG-35) - USS Topeka (CL-67) - USS Topeka (SSN-754) - USS Toucey (DD-282) - USS Towers - USS Towers (DD-959) - USS Towers (DDG-9) - USS Tracy (DD-214) - USS Trathen (DD-530) - USS Trenton - USS Trenton (CL-11) - USS Trenton (LPD-14) - USS Trepang - USS Trever (DD-339) - USS Tripoli - USS Tripoli (CVE-64) - USS Tripoli (LPH-10) - USS Trippe - USS Trippe (DD-33) - USS Trippe (DD-403) - USS Triton - USS Triton (YT-10) - USS Triton (SS-201) - USS Triton (SSN-586) - USS Truxtun - USS Truxtun (1842) - USS Truxtun (DD-14) - USS Truxtun (DD-229) - USS Truxtun (APD-98) - USS Truxtun (CGN-35) - USS Truxtun (DLGN-35) - USS Truxtun (DDG-103) - USS Tucker - USS Tucker (DD-57) - USS Tucker (DD-374) - USS Tucson - USS Tucson (CL-98) - USS Tucson (SSN-770) - USS Tulagi (CVE-72) - USS Tullibee - USS Tullibee (SS-284) - USS Tullibee (SSN-597) - USS Tulsa (CA-129) - USS Turner - USS Turner (DD-506) - USS Turner (DD-259) - USS Turner (DD-648) - USS Turner (DD-834) - USS Turner Joy (DD-951) - USS Tuscaloosa (CA-37) - USS Twiggs - USS Twiggs (DD-127) - USS Twiggs (DD-591) - USS Twining (DD-540) - USS Tyler (1857)

### U
USS Uhlmann (DD-687) - USS Ulua (SS-428) - USS Ulysses S. Grant (SSBN-631) - USS Umpqua (1865) - USS Underwood (FFG-36) - USS United States - USS United States (1797) - USS United States (CC-6) - USS United States (CVA-58) - USS Upshur - USS Upshur (T-AP-198) - USS Upshur (DD-144) - USS Utah (BB-31)

### V
USS Vallejo - USS Vallejo (CL-112) - USS Vallejo (CL-146) - USS Valley Forge - USS Valley Forge (CG-50) - USS Valley Forge (CV-45) - USS Vancouver (LPD-2) - USS Vandegrift (FFG-48) - USS Van Valkenburgh (DD-656) - USS Vella Gulf - USS Vella Gulf (CVE-111) - USS Vella Gulf (CG-72) - USS Vermont (BB-20) - USS Vesole (DD-878) - USS Vesuvius - USS Vesuvius (1806) - USS Vesuvius (1846) - USS Vesuvius (1888) - USS Vesuvius (AE-15) - USS Vicksburg - USS Vicksburg (1863) - USS Vicksburg (CL-86) - USS Vicksburg (CG-69) - USS Vincennes - USS Vincennes (1826) - USS Vincennes (CA-44) - USS Vincennes (CL-64) - USS Vincennes (CG-49) - USS Virginia - USS Virginia (1776) - USS Virginia (1797) - USS Virginia (1860.) - USS Virginia (SP-274) - USS Virginia (SP-746) - USS Virginia (SP-1965) - USS Virginia (CGN-38) - USS Virginia (BB-13) - USS Virginia (SSN-774) - USS Virginia (DLGN-38) - USS Vogelgesang (DD-862) - USS Von Steuben - USS Von Steuben (Id. No. 3017) - USS Von Steuben (SSBN-632)

### W
USS Wabash (1854) - USS Waddel (DDG-24) - USS Wadleigh (DD-689) - USS Wadsworth - USS Wadsworth (DD-61) - USS Wadsworth (DD-516) - USS Wadsworth (FFG-9) - USS Wainwright - USS Wainwright (DD-62) - USS Wainwright (DD-419) - USS Wainwright (DLG-28) - USS Waldron (DD-699) - USS Wake Island (CVE-65) - USS Walker (DD-517) - USS Wasmuth (DD-338) - USS Wainwright - USS Wainwright (DD-62) - USS Wainwright (DD-419) - USS Waldron (DD-699) - USS Walke - USS Walke (DD-34) - USS Walke (DD-416) - USS Walke (DD-723) - USS Walker (DD-163) - USS Wallace L. Lind (DD-703) - USS Waller (DD-466) - USS Ward (DD-139) - USS Warrington - USS Warrington (DD-30) - USS Warrington (DD-383) - USS Warrington (DD-843) - USS Washington - USS Washington (skuner) - USS Washington (vrstna galeja) - USS Washington (fregata) - USS Washington (galeja) - USS Washington (1814) - USS Washington (1833) - USS Washington (1837) - USS Washington (ACR-11) - USS Washington (BB-47) - USS Washington (BB-56) - USS Wasp - USS Wasp (1775) - USS Wasp (1807) - USS Wasp (1810) - USS Wasp (1813) - USS Wasp (1814) - USS Wasp (1865) - USS Wasp (1898) - USS Wasp (CV-7) - USS Wasp (LHD-1) - USS Wasp (CV-18) - USS Watch - USS Waters (DD-115) - USS Water Witch - USS Water Witch (1845) - USS Water Witch (1847) - USS Water Witch (1851) - USS Watson (DD-482) - USS Watts (DD-567) - USS Wedderburn (DD-684) - USS Weehawken (1862)  - USS Welborn C. Wood (DD-195) - USS Welles - USS Welles (DD-257) - USS Welles (DD-628) - USS West Virginia - USS West Virginia (ACR-5) - USS West Virginia (BB-48) - USS West Virginia (SSBN-736) - USS Whale - USS Whale (SS-239) - USS Whale (SSN-638) - USS Whipple - USS Whipple (DD-15) - USS Whipple (DD-217) - USS Whipple (FF-1062) - USS White Plains (CVE-66) - USS Wichita (CA-45) - USS Wickes - USS Wickes (DD-75) - USS Wickes (DD-578) - USS Wiley (DD-597) - USS Wilkes - USS Wilkes (DD-67) - USS Wilkes (DD-441) - USS Wilkes-Barre (CL-103) - USS Wilkinson - USS Wilkinson (DD-930) - USS Wilkinson (DL-5) - USS Willard Keith (DD-775) - USS William B. Preston (DD-344) - USS William C. Lawe (DD-763) - USS William D. Porter (DD-579) - USS William H. Bates (SSN-680) - USS William H. Standley (DLG-32) - USS William Jones (DD-308) - USS William M. Wood (DD-715) - USS William R. Rush (DD-714) - USS Williams (DD-108) - USS Williamson (DD-244) - USS William V. Pratt - USS William V. Pratt (DDG-44) - USS William V. Pratt (DL-13) - USS Willis A. Lee - USS Willis A. Lee (DD-929) - USS Willis A. Lee (DL-4) - USS Will Rogers (SSBN-659) - USS Wilmington - USS Wilmigton (CL-79) - USS Wilmigton (CL-111) - USS Wilson (DD-408) - USS Wiltsie (DD-716) - USS Windham Bay (CVE-92) - USS Tingey (DD-539) - USS Winnebago (1863) - USS Winslow - USS Winslow (DD-53) - USS Winslow (DD-359) - USS Winston S. Churchill (DDG-81) - USS Wisconsin - USS Wisconsin (BB-9) - USS Wisconsin (BB-64) - USS Witek (DD-848) - USS Wood (DD-317) - USS Woodbury (DD-309) - USS Woodrow R. Thompson (DD-721) - USS Woodrow Wilson (SSBN-624) - USS Woodworth (DD-460) - USS Woolsey - USS Woolsey (DD-77) - USS Woolsey (DD-437) - USS Worcester (CL-144) - USS Worden - USS Worden (DD-16) - USS Worden (DD-288) - USS Worden (DD-352) - USS Worden (DLG-18) - USS Wren (DD-568) - USS Wright - USS Wright (AV-1) - USS Wright (CVL-49) - USS Wyalusing (1863) - USS Wyandotte (1864) - USS Wyoming - USS Wyoming (1860.) - USS Wyoming (BM-10) - USS Wyoming (BB-32) - USS Wyoming (SSBN-742)

### Y
USS Yale (1889) - USS Yankee - USS Yankee (1861) - USS Yankee (1892) - USS Yarborough (DD-314) - USS Yarnall - USS Yarnall (DD-143) - USS Yarnall (DD-541) - USS Yazoo (1865) - USS Yorktown - USS Yorktown (1839) - USS Yorktown (1889) - USS Yorktown (CV-5) - USS Yorktown (CG-48) - USS Yorktown (CV-10) - USS Yosemite (1892) - USS Young - USS Young (DD-312) - USS Young (DD-580) - USS Youngstown (CL-94) - USS Yuma - USS Yuma (1865) - USS Yuma (ATF-94)

### Z
USS Zaanland - USS Zaca - USS Zafiro - USS Zahma - USS Zane (DD-337) - USS Zaniah - USS Zanzibar - USS Zara - USS Zaurak - USS Zeal - USS Zebra - USS Zeelandia - USS Zeilin (DD-313) - USS Zelima - USS Zellars (DD-777) - USS Zenda - USS Zenith - USS Zenobia - USS Zeppelin - USS Zeta - USS Zeus - USS Zigzag - USS Zillah - USS Zipalong - USS Zircon - USS Zirkel - USS Zita - USS Zizania - USS Zoraya - USS Zouave - USS Zrinyi - USS Zuiderjik - USS Zumbrotra - USS Zuni